# Gemäldegalerie
Galeria Malarstwa w Berlinie (niem. Gemäldegalerie) – jedno z ważniejszych muzeów sztuki w Berlinie, którego zbiory malarstwa należą do największych na świecie. Muzeum to stanowi część Berlińskich Muzeów Państwowych pod opieką Fundacji Pruskiego Dziedzictwa Kultury, poświęcone jest dawnemu malarstwu niemieckiemu i europejskiemu XIII–XIX wieku. Obok Galerii Malarstwa w tym samym gmachu mieści także Kupferstichkabinett (Gabinet Rycin) oraz Kunstbibliothek (Biblioteka Sztuki). Budynek położony jest na terenie nowoczesnego centrum kultury znanego jako Kulturforum nieopodal placu Poczdamskiego w obrębie dzielnicy Tiergarten. Zbiory, których rdzeń stanowią dzieła sztuki kolekcjonowane przez pruskich Hohenzollernów w XVIII wieku, zawierają obrazy europejskich artystów takich jak Albrecht Dürer, Lucas Cranach, Rafael Santi, Tycjan, Caravaggio, Peter Paul Rubens, Rembrandt czy Johannes Vermeer. Po raz pierwszy zbiory pokazano publiczności w roku 1830, po licznych przenosinach ostatecznie w 1998 otwarto kolekcję malarstwa w obecnej postaci.

## Dzieje
Gemäldegalerie powstało w XIX wieku. Mieściło się w Muzeum Królewskim położonym przy Lustgarten przy berlińskiej Unter den Linden. Rdzeniem zbiorów były kolekcje Fryderyka Wilhelma I, zwanego Wielkim Elektorem, oraz Fryderyka II Wielkiego. Spośród dzieł oprócz nabytków znalazły się obrazy pochodzące z królewskich zbiorów polskich Wazów, Jana III Sobieskiego oraz Stanisława Augusta Poniatowskiego, które w Berlinie znalazły się w wyniku grabieży i konfiskat, szczególnie w dobie rozbiorów Polski.
Pierwszym dyrektorem muzeum został Gustav Friedrich Waagen, który dokonał nowoczesnej ekspozycji zbiorów. Znaczącą dla muzeum i jego prestiżu była działalność Wilhelma von Bode, dyrektora muzeum w latach 1890–1929. Za jego dyrektury w 1904 Galeria wzbogaciła się o kolekcję sztuki renesansowej. W tymże czasie zbiory przeniesiono do Kaiser-Friedrich-Museum, znanego później jako Muzeum Bodego (niem. Bode-Museum), znajdowały się one tam do II wojny światowej; większość dzieł ewakuowano, natomiast gmach uległ poważnemu zniszczeniu. Część dzieł (ok. 400) uległa zniszczeniom na miejscu, część zrabowała Armia Czerwona i wojska alianckie. Po wojnie w wyniku podziału Berlina dzieła podzielono i umieszczono m.in. w Bode-Museum oraz w Berlinie-Dahlem. Wraz z powstawaniem w obrębie ówczesnego Berlina Zachodniego Kulturforum będącego alternatywą Wyspy Muzeów po drugiej stronie muru berlińskiego powstała koncepcja urządzenia nowoczesnej galerii. Po zjednoczeniu Niemiec zbiory zintegrowano w powstałym w 1998 budynku w Kulturforum. Gmach zaprojektowali Heinz Hilmer i Christoph Sattler architekci z Monachium.

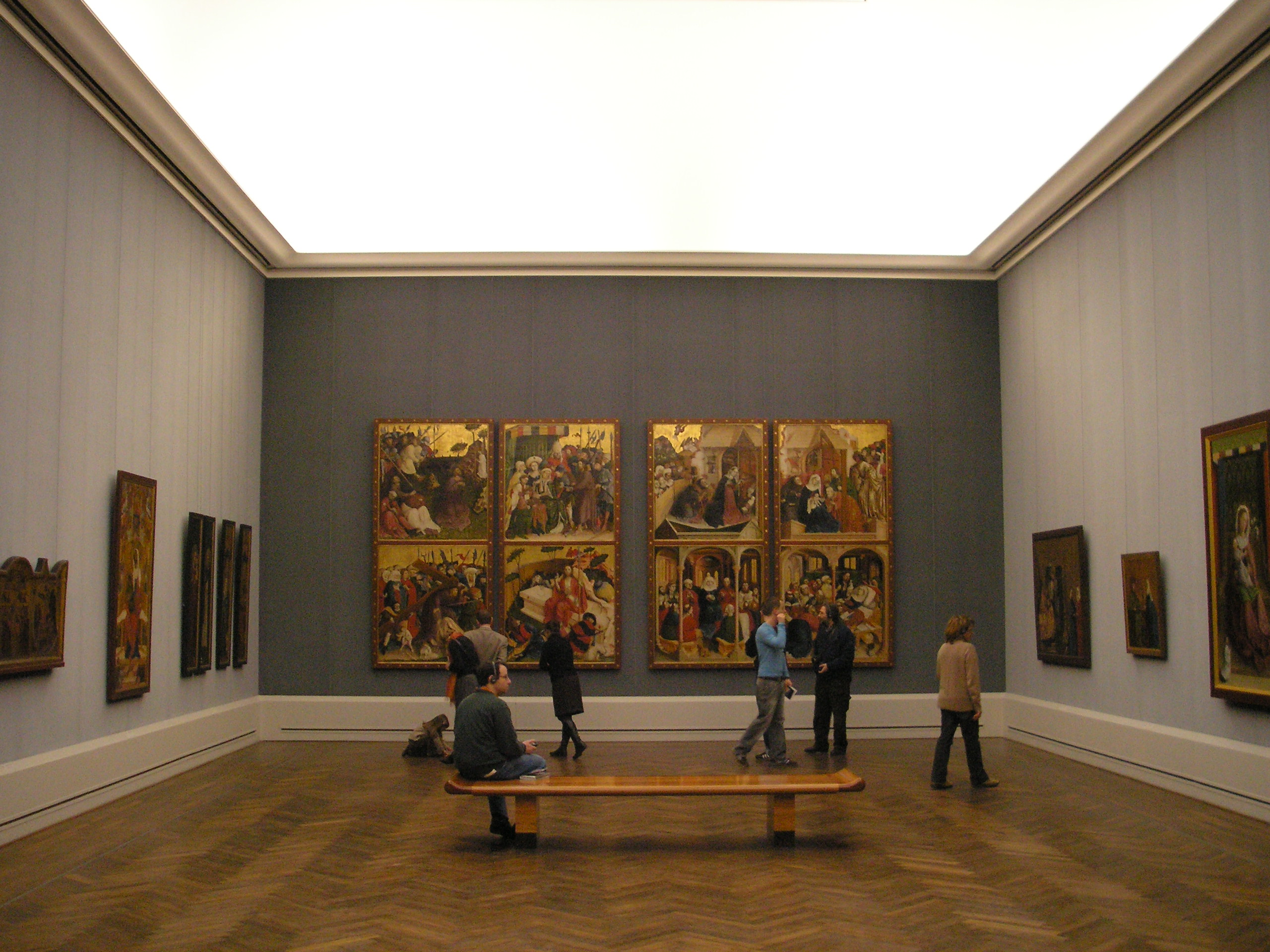
Sala ze średniowieczną sztuką sakralną. Pośrodku malowidła z ołtarza z Wurzach Hansa Multschera

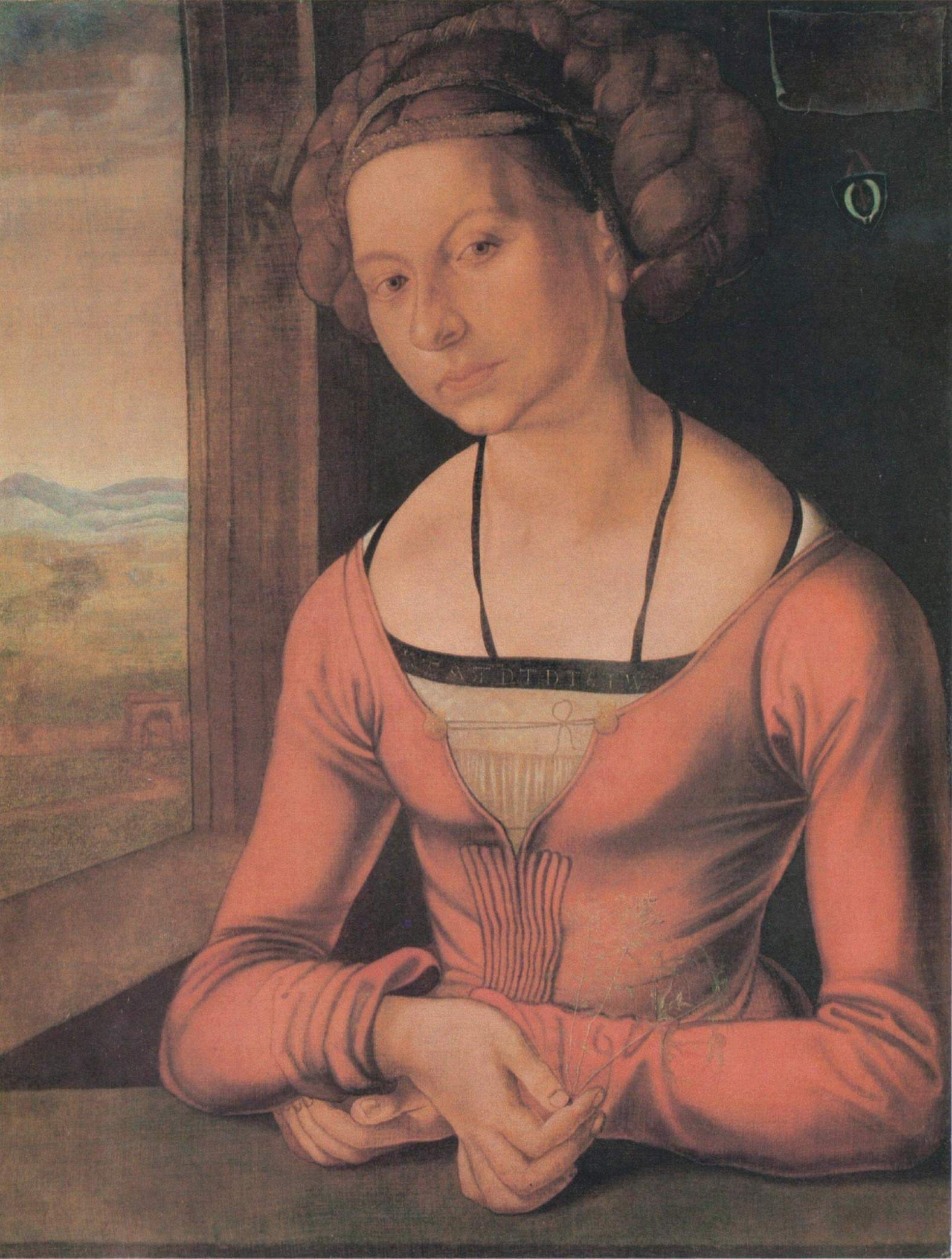
Albrecht Dürer, Portret damy Fürlegerin ze specionymi włosami

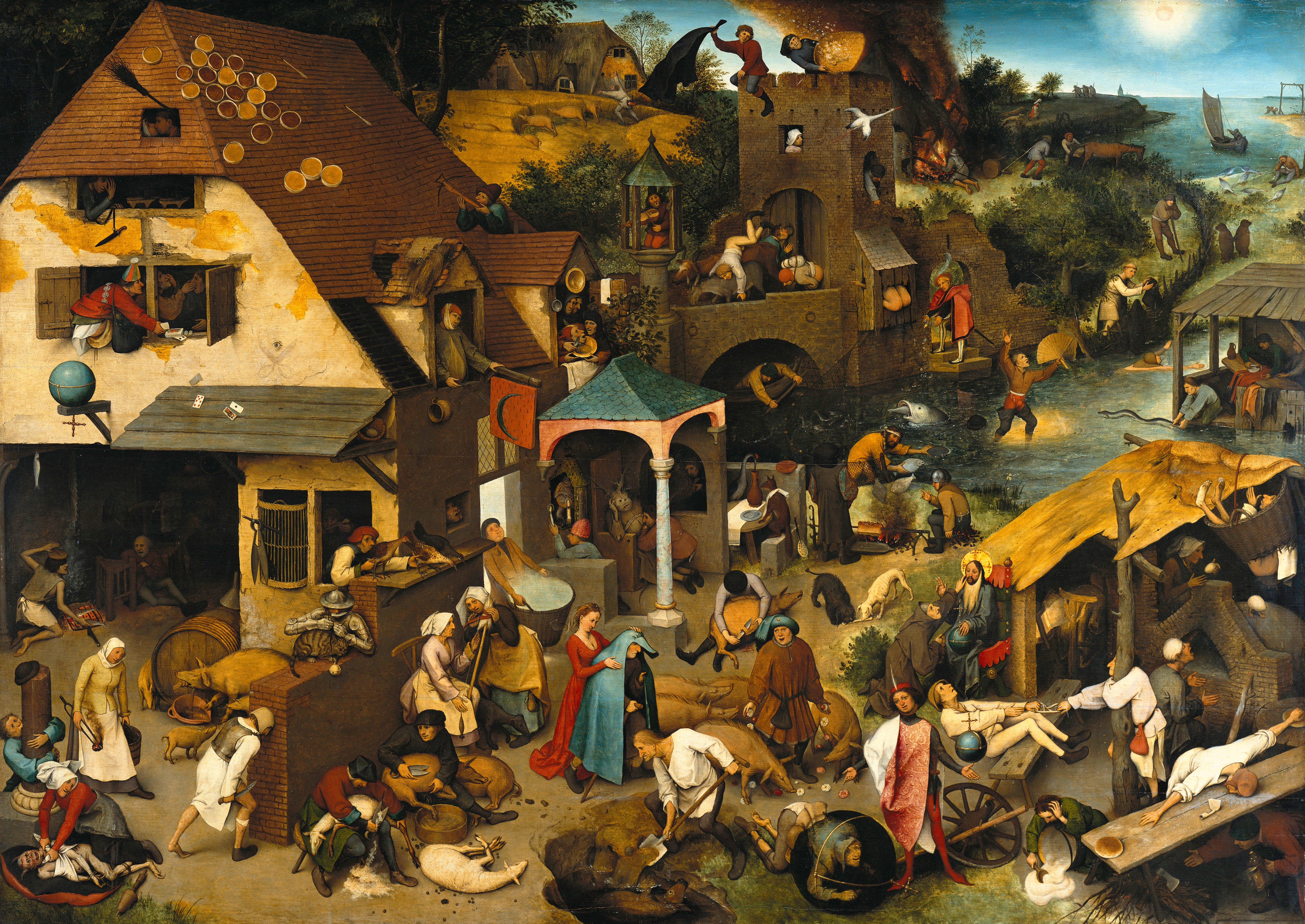
Pieter Bruegel, Przysłowia niderlandzkie

## Struktura muzeum
Położona w południowo-zachodniej części Kulturforum Galeria Malarstwa mieści się w nowoczesnym gmachu z przestrzenią muzealną liczącą około 7000 metrów kwadratowych. Pełna trasa dla zwiedzających ma niemal dwa kilometry długości, obejmuje 72 sale ekspozycyjne. Ciąg sal poprzedza wielki hol ekspozycyjny przeznaczony do wystaw czasowych. Ekspozycję najstarszych obrazów podzielono na trzy galerie dzieł włoskich, niderlandzkich oraz z krajów Rzeszy doby gotyku i renesansu.
Centrum budynku stanowi oktagonalna w planie sala poświęcona Rembrandtowi, z dwudziestoma dziełami jego autorstwa. Salę tę flankują dwa pomieszczenia z ekspozycją malarstwa doby złotego wieku Niderlandów z uwzględnionym podziałem na kategorie tematyczne (tematyka biblijna i mitologiczna, martwa natura, portret, pejzaż itp.); osobno mieszczą się dzieła malarstwa flamandzkiego i holenderskiego.
Kolejne pomieszczenia zawierają dzieła XVIII wiecznego malarstwa angielskiego, niemieckiego, francuskiego i włoskiego.
Główna część ekspozycji Galerii mieści ponad 1200 dzieł, ponadto 400 obrazów znajduje się w niższym poziomie.
Ponadto w Galerii Obrazów znajduje się nowoczesna pracownia komputerowa z galerią zdigitalizowanych obrazów z informacjami w trzech językach; niemieckim, francuskim i angielskim.

## Zbiory
Galeria Malarstwa zawiera kolekcję liczącą ponad 3500 dzieł malarstwa, w tym 3000 z oryginalnymi ramami. Zbiory podzielono na dziesięć kategorii.
- Malarstwo Rzeszy Niemieckiej XIII–XVI w.
- Malarstwo Rzeszy Niemieckiej XVII–XVIII w.
- Malarstwo Niderlandów XIV–XVI w.
- Malarstwo Flandrii XVII w.
- Malarstwo Holandii XVII w.
- Malarstwo Italii XIII–XVI w.
- Malarstwo Italii XVII–XVIII w.
- Malarstwo Hiszpanii XV–XVIII w.
- Malarstwo Francji XV–XVIII w.
- Malarstwo Anglii XVIII w.

### Malarstwo Rzeszy Niemieckiej XIII–XVI w.

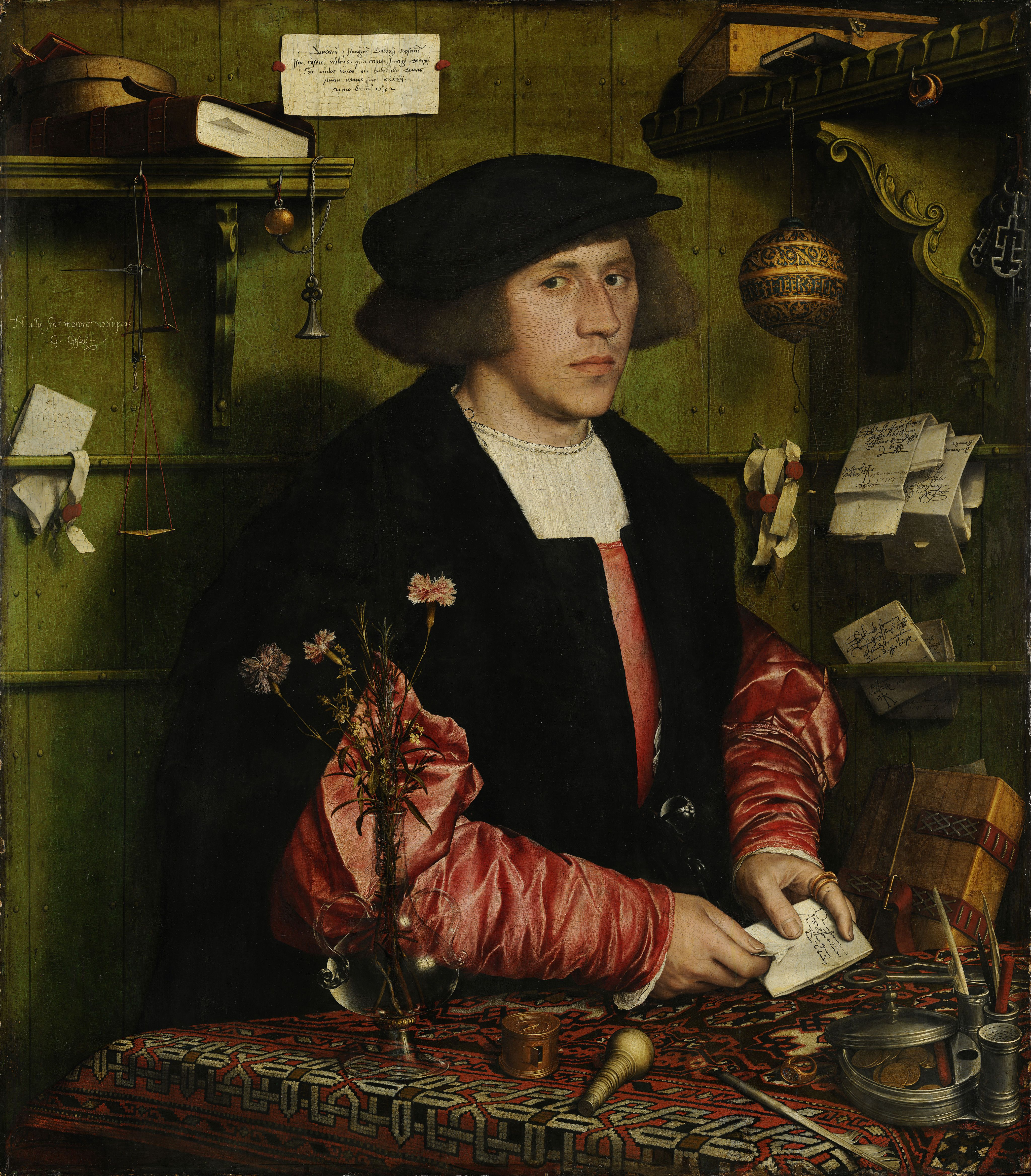
Hans Holbein Młodszy, Portret Georga Giszego

Berlińska Galeria Malarstwa jest obok Starej Pinakoteki w Monachium i Wallraf-Richartz-Museum w Kolonii największym w Niemczech zbiorem dzieł malarstwa ziem dawnego Świętego Cesarstwa Rzymskiego. Prestiżową kolekcję średniowiecznego malarstwa tablicowego tworzą dzieła anonimów szkoły kolońskiej XIV–XVI w., m.in.: dyptyk z Madonną i Dzieciątkiem oraz Ukrzyżowaniem, wieloobrazowy Żywot Chrystusa, Madonna w ogrodzie zamkniętym, czy Pokłon Trzech Króli Mistrza Ołtarza Akwizgrańskiego. Ponadto dzieła malarstwa Austrii i Czech w tym Pietas Domini wśród aniołów oraz Ukrzyżowanie Kaufmannów i Madonna Kłodzka, ostatnie z dzieł było ufundowane przez Arnošta z Pardubic, arcybiskupa praskiego, działającego na dworze Karola IV Luksemburskiego.
Znaczącą dla gotyckiego malarstwa jest kolekcja malarstwa gotyckiego realizmu. Najcenniejszymi dziełami są skrzydła retabulum ołtarza z Wurzach pędzla Hansa Multschera, rzeźbiarza i malarza z Ulm, jednego z pierwszych przedstawicieli realizmu gotyckiego XV w. Ponadto dzieła artystów tworzących szkołę ulmską, m.in.: Bernharda Strigela i Bartholomäusa Zeitbloma oraz dzieła malarzy takich jak: Konrad Witz (Salomon i Szeba), Martin Schongauer (Pokłon Trzech Króli), Mistrz Księgi Domowej oraz Hans Holbein Starszy.
Wielki zespół tworzą obrazy malarzy doby Odrodzenia, m.in. siedem dzieł Albrechta Dürera; Madonna i Dzieciątko z czyżykiem, Portret Wenecjanki, Modląca się Maria; kilka dzieł ucznia Albrechta Hansa Baldunga i 22 obrazy Lucasa Cranacha Starszego, obrazy Albrechta Altdorfera, duży zespół portretów Hansa Holbeina Młodszego z Portretem Georga Giszego na czele.

### Malarstwo Rzeszy Niemieckiej XVII–XVIII w.
Większa część nowożytnego malarstwa niemieckiego mieści się w Starej Galerii Narodowej na Wyspie Muzeów. W berlińskiej Galerii Malarstwa są prezentowane dzieła artystów krajów niemieckojęzycznych m.in. Daniela Chodowieckiego, Christiana Wilhelma Ernsta Dietricha, Johanna Georga Edlingera, Adama Elsheimera, Antona Graffa, Angeliki Kauffmann, Christiana Bernhardta Rode i Johanna Rottenhammera.

### Malarstwo Niderlandów XIV–XVI w.

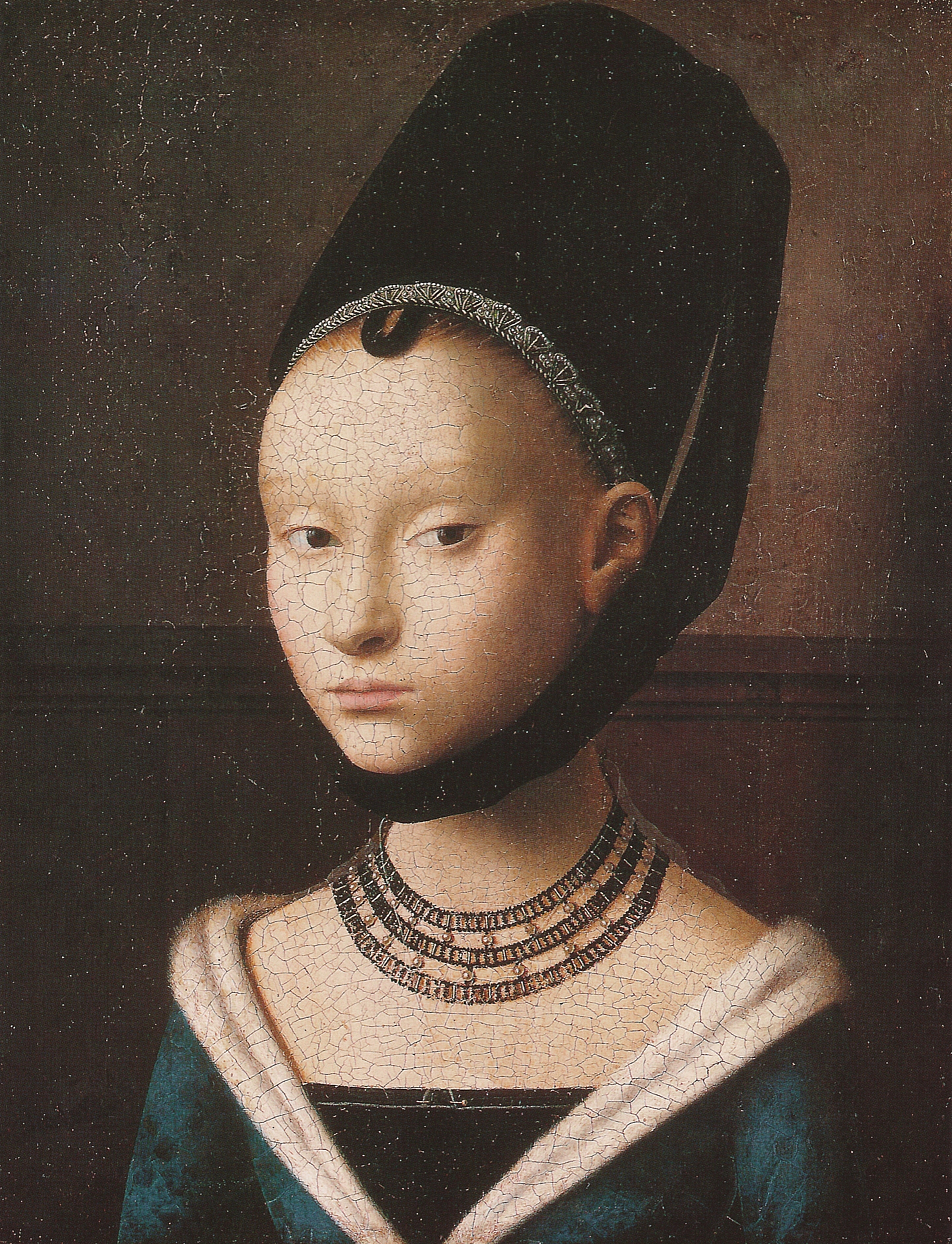
Petrus Christus, Portret młodej kobiety

Zbiory berlińskie znane są z bogatej kolekcji malarstwa Niderlandów doby gotyku, szczególnie późniejszej jego fazy. Kolekcję otwierają trzy niewielkie obrazy pędzla Jana van Eycka, w tym Madonna w kościele. Spośród dzieł malarzy niderlandzkiej, najstarszej generacji, wyróżniają się cztery obrazy; Petrusa Christusa, dwa dzieła Roberta Campina. Spośród obrazów uczniów Campina wyróżniają się; Pokłon Trzech Króli Jacques’a Dareta i Ołtarz Bladelin, Tryptyk Miraflores oraz Tryptyk Świętego Jana Rogiera van der Weydena. Oprócz malarstwa ołtarzowego Rogiera, w berlińskich zbiorach można podziwiać Portret młodej kobiety, identyfikowany z żoną artysty, ponadto w muzeum jest wiele dzieł uczniów van der Weydena. Spośród dziedzictwa artystów młodszych generacji znajdują się obrazy; Aelberta van Ouwatera, Dirka Boutsa, Gerarda Davida Geertgena tot Sint Jansa (w tym Jan Chrzciciel), trzy dzieła Hugona van der Goesa, dwa obrazy Hans Memling. Grupę dzieł łączących tradycję późnogotyckiego malarstwa niderlandzkiego z formami renesansowymi i humanistyczną myślą egzemplifikują obrazy Jana Gossaerta, Pietera Bruegla Starszego, w tym Przysłowia niderlandzkie. Ponadto w Gemäldegalerie swoje obrazy mają; Hieronymus Bosch (Święty Jan na Patmos), Lucas van Leyden, Quintin Massys, Marinus van Reymerswaele.

### Malarstwo Flandrii XVI–XVII w.
Ekspozycja sztuki niderlandzkiej doby nowożytności dzieli się na dwie części, flamandzką i holenderską. W zbiorach malarstwa flamandzkiego dominantę tworzy zespół siedemnastu obrazów Petera Paula Rubensa siedmiu Antona van Dycka, trzech Jacoba Jordaensa oraz ośmiu Davida Teniersa Młodszego. Tematykę rodzajową tworzą obrazy Adriaena Brouwera, Pietera Brueghla Młodszego, natomiast pejzaż ze sztafażem egzemplifikują dzieła Jana Brueghla Starszego, ponadto w muzeum znajdują się martwe natury i kwiaty tegoż malarza. Temat martwej natury z kwiatami egzemplifikują obrazy Jana Fyta i Jana Davidsza de Heema. Ponadto obrazy z motywami animalistycznymi, przede wszystkim dzieła Fransa Snydersa.

### Malarstwo Holandii XVII w.

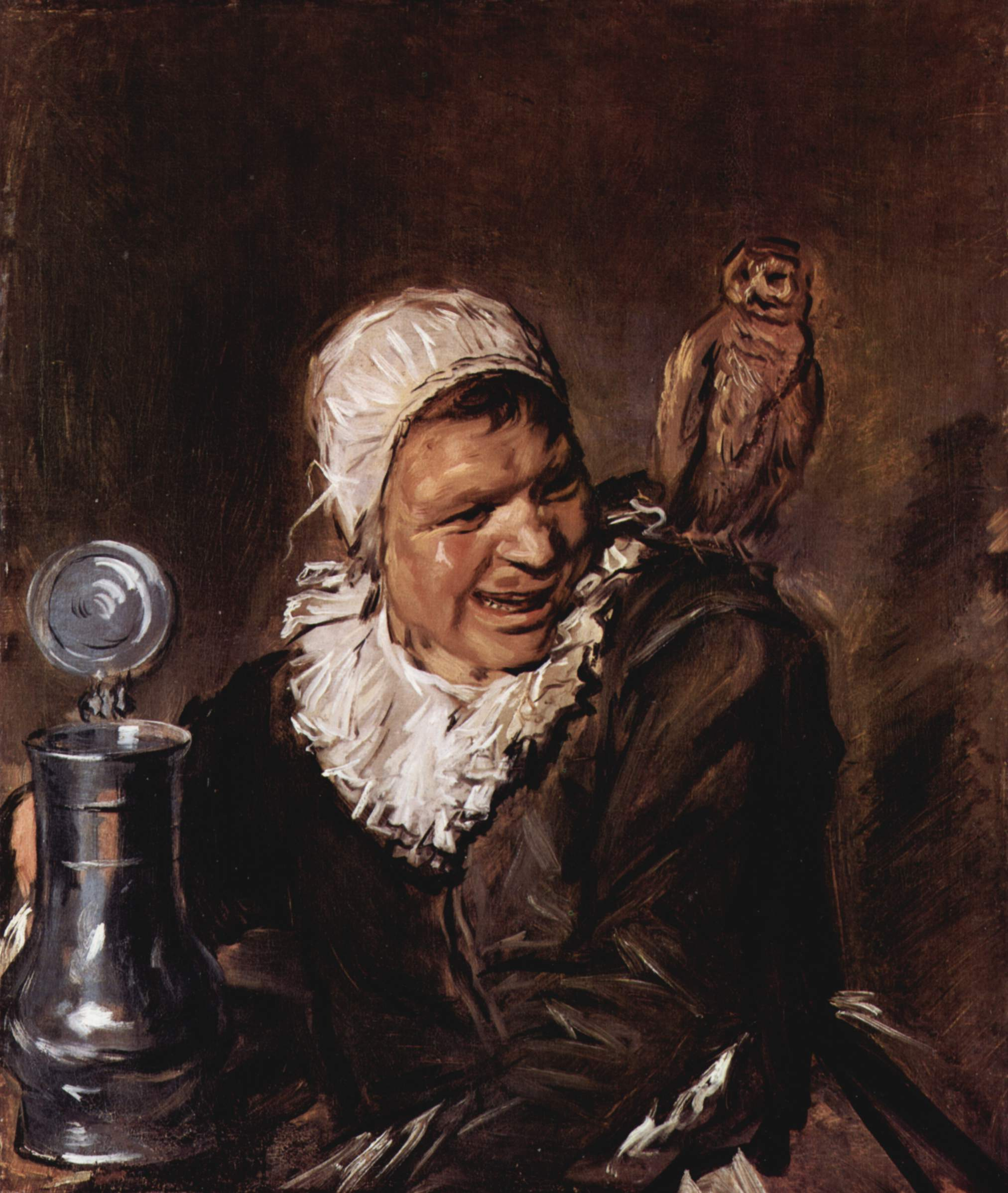
Frans Hals, Malle Babbe

Świadectwo złotego wieku w Holandii którym było XVII stulecie stanowi wielka kolekcja malarstwa tej epoki jedna z największych w Europie zarówno pod względem ilości obrazów jak pod względem szerokości zakresu tematycznego. W berlińskim muzeum można oglądać dzieła niemal wszystkich ważniejszych osobistości XVII-wiecznej Holandii. Głównym akcentem jest szesnaście prac Rembrandta, w tym dzieła o tematyce staro- Mojżesz rozbijający tablice, Zuzanna i starcy, Samson i Delilah i nowotestamentowej Chrystus i Samarytanka, Przypowieść o bogaczu, portrety Autoportret, Portret Saskii, Portret Hendrickije Stoffels wątki rodzajowe Rozmowa mennonita Cornelisa Claesza z żoną Aaltje mitologiczne Gwałt Prosperiny, a ponadto Krajobraz z mostem. Ponadto wiele dzieł z oeuvre większości nauczycieli, uczniów Rembrandta oraz artystów związanych z jego kręgiem takich jak Pieter Lastman oraz Ferdinand Bol, Gerard Dou, Govert Flinck, Aert de Gelder i Philips de Koninck. Ze skromnej ilościowo twórczości Jana Vermeera w tutejszym muzeum znajdują się Kielich wina oraz Sznur pereł. Pokrewny wątek i styl prezentują dzieła Pietera de Hooch. W zakresie portretu prym wiedzie kolekcja dzieł Fransa Halsa m.in. Portret śpiewającego chłopca z fletem, Tyman Oosdorp, Portret kobiety, a ponadto rodzajowy obraz Radosna kompania przy stole. W zakresie tematu rodzajowego prezentowane są w muzeum obrazy Adriaena van Ostade, Isacka van Ostade, Gerarda ter Borch, Jana Steena czy Paulusa Pottera. Z przedstawicieli caravaggionizmu utrechtskiego m.in. biblijne wątki Gerrita van Honthorst i Hendricka ter Brugghena. Spośród pejzaży wyróżniają się sztafaże Jana van Goyena, italianizmy Nicolaesa Pieterszoona Berchema, wnętrza świątyń Emanuela de Witte oraz krajobrazy takich indywidualności jak Aelbert Cuyp i Jacob van Ruisdael. Przykładami tematu martwej natury są obrazy Willema van Aelsta, Pietera Claesza, Willema Kalfa.

### Malarstwo Italii XIII–XVI w.

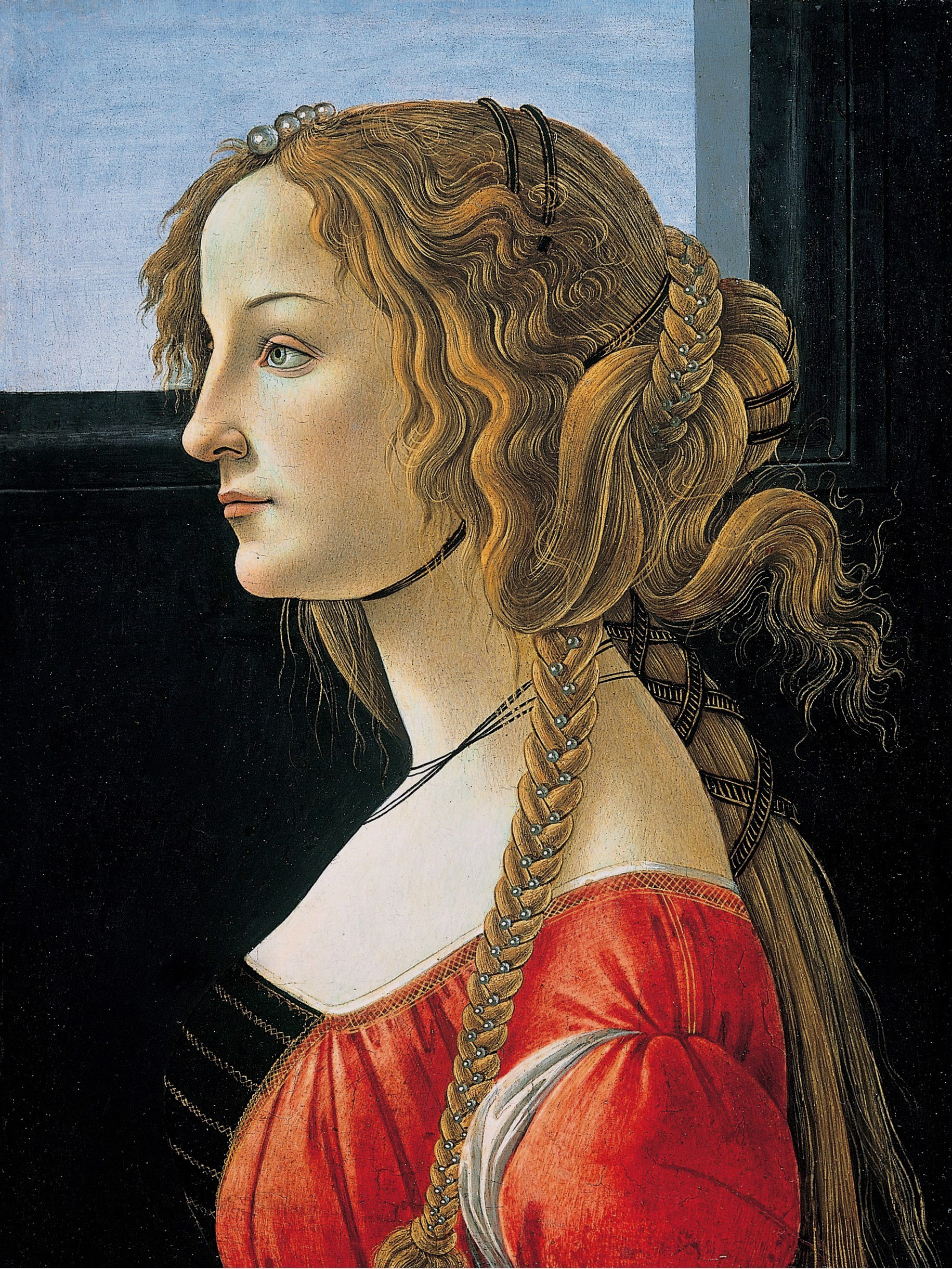
Sandro Botticelli, Portret Simonetty Vespucci

Trzecią wielką grupę tworzą dzieła Italii, które podzielono na dwie podgrupy, obrazy gotyku i renesansu, oraz manieryzmu i baroku. Cykl rozpoczynają dzieła duocenta i przede wszystkim trecenta takie jak; Ukrzyżowanie Giotta, ponadto malarstwo tablicowe artystów jak; Simone Martini, Pietro Lorenzetti oraz Lorenzo Monaco i Gentile da Fabriano, którego Madonna z Dzieciątkiem i świętymi Mikołajem i Katarzyną otwierają malarstwo quattrocenta – okresu wyraźnej dominacji form renesansowych. Późny gotyk reprezentują dzieła Fra Angelico, w tym;Sąd Ostateczny, natomiast wczesny renesans otwierają dzieła Tommasa di Ser Giovanni di Simonego znanego bardziej jako Masaccio, Piera della Francesca, Domenica Veneziano, braci Antoniego i Piera del Pollaiuolo. Wczesny renesans florencki reprezentują dzieła malarzy, jak; Andrea del Castagno, Fra Filippo Lippi i Filippino Lippi i przede wszystkim trzy obrazy; Sandra Botticellego Św. Sebastian, Portret Giulia Medici i tondo Madonny z dzieciątkiem i ośmioma aniołami.
Malarstwo renesansu florenckiego tworzą dzieła pędzla malarzy jak; Luca Signorelli, Domenico Ghirlandaio, Piero di Cosimo, Antonello da Messina, nauczyciela Leonarda Andrea del Verrocchio. Z weneckiego quatrocenta prace m.in.: Carla Crivelliego, Gentile Belliniego i Giovanniego Belliniego. Ponadto obrazy malarzy z innych środowisk artystycznych Vincenzego Foppy, Ercole Robertiego. Malarstwo Lombardii tworzą przede wszystkim obrazy Andrea Mantegni – Portret kardynała Cardinal Lodovica Trevisana, Madonna ze śpiącym Dzieciątkiem i Prezentacja w świątyni.
Malarstwo doby cinquecenta egzemplifikuje liczny zespół obrazów malarzy weneckich z Giorgionem, Tycjanem na czele. Ponadto obrazy; Palmy il Veccio, Lorenza Lotto, Parisa Bondone, Sebastiana del Piombo oraz Paola Veronese i Jacopa Tintoretta. Ponadto w muzeum można oglądać dzieła Giovanniego Battisty Moroniego i przede wszystkim zespół przedstawień Madonny z Dzieciątkiem pędzla Rafaela –  Madonna Colonna, Madonna Terranuova, Madonna Diotalevi, Madonna Solva oraz Madonna z Dzieciątkiem i ze świętymi; Franciszkiem i Hieronimem.
Styl manierystyczny cechuje dzieła Antoniego da Correggia, Agnola Bronziniego oraz Francesca Mazzoli – znanego bardziej jako Parmigianino.

### Malarstwo Italii XVII–XVIII w.

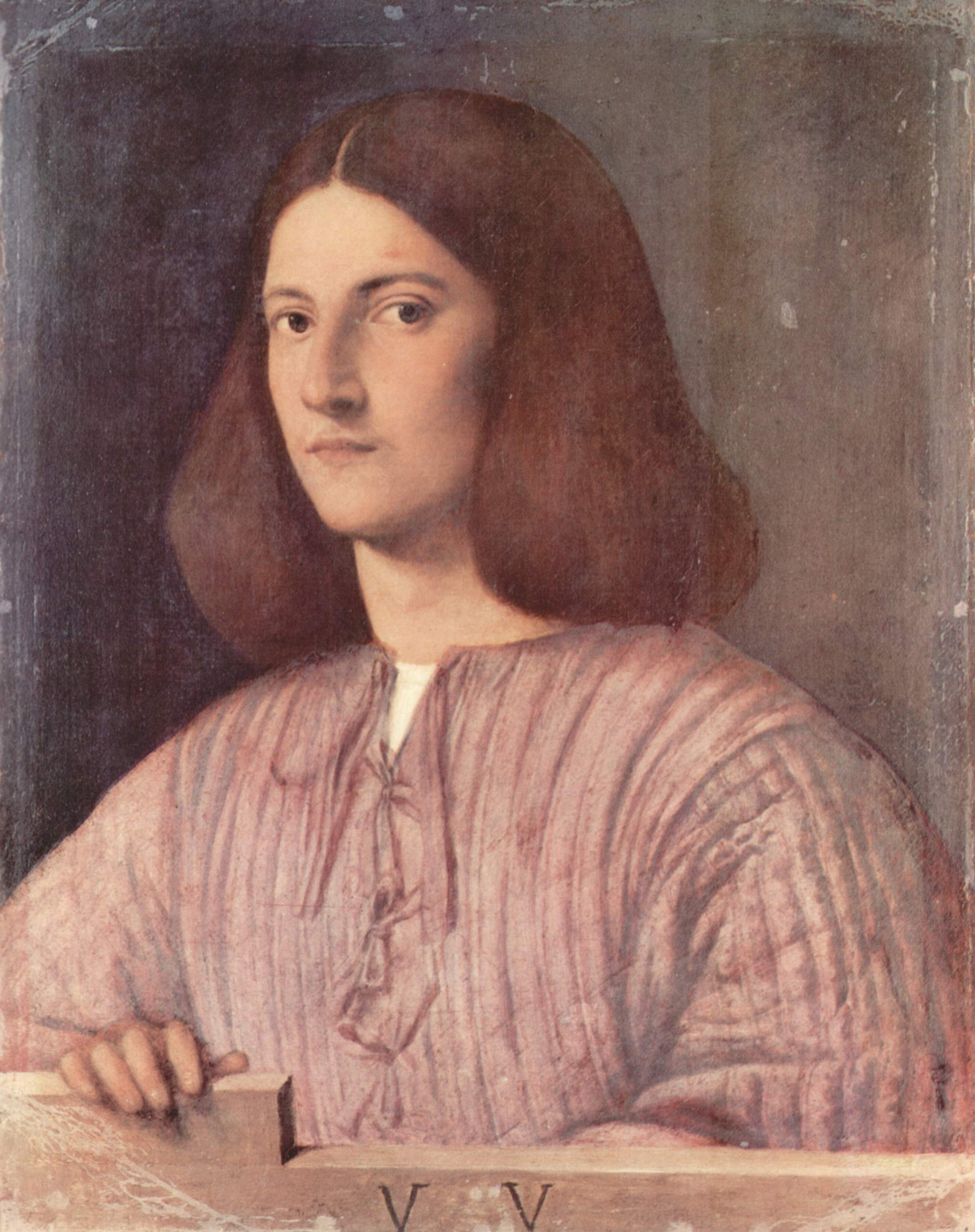
Giorgione, Portret młodzieńca

Kategoria ta obejmuje dzieła od ostatniej generacji włoskich manierystów po dzieła rokokowe. Silnym akcentem jest zespół dzieł Caravaggia i carravaggionistów takich jak Carlo Dolci, Orazio Gentileschi,
Cenny zespół tworzą płótna malowane przez rodzinę Carraccich, oraz ich naśladowcę Giuseppego Marię Crespiego. Barokowe malarstwo iluzjonistyczne reprezentują prace z oeuvre Guercina oraz przede wszystkim
Giovanniego Battisty Tiepola i jego syna Giovanniego Domenica Tiepola.
Przykładem rokoka są obrazy Giovanniego Antonio Guardiego, Sebastiana Ricci, Jacopa Amigoniego oraz naśladowcy Rafaela Pompeo Batoniego. Ponadto weduty pędzla Giovanniego Antonio Canaletta i Francesca Guardiego.

### Malarstwo Hiszpanii XV–XVIII w.
Zakres zbiorów malarstwa hiszpańskiego obejmuje dzieła od późnego gotyku aż do okresu romantyzmu. Część dzieł gotyckiego malarstwa hiszpańskiego i katalońskiego eksponowana jest w Bode-Museum. W Gemäldegalerie znajdują się dzieła malarzy późnego gotyku takich jak Bartolomé Bermejo i Pedro Berruguete oraz artystów anonimowych. Renesans i manieryzm reprezentują m.in. dzieła Alonso Cano i Luis de Morales. Kulminację ekspozycji tworzą barokowe dzieła takich osobistości jak Bartolomé Esteban Murillo (Chrzest Chrystusa), Diego Velázquez (Portret kobiety) oraz Francisco de Zurbarán. Cykl zamykają szkice Francisco de Goya.

### Malarstwo Francji XV–XVIII w.

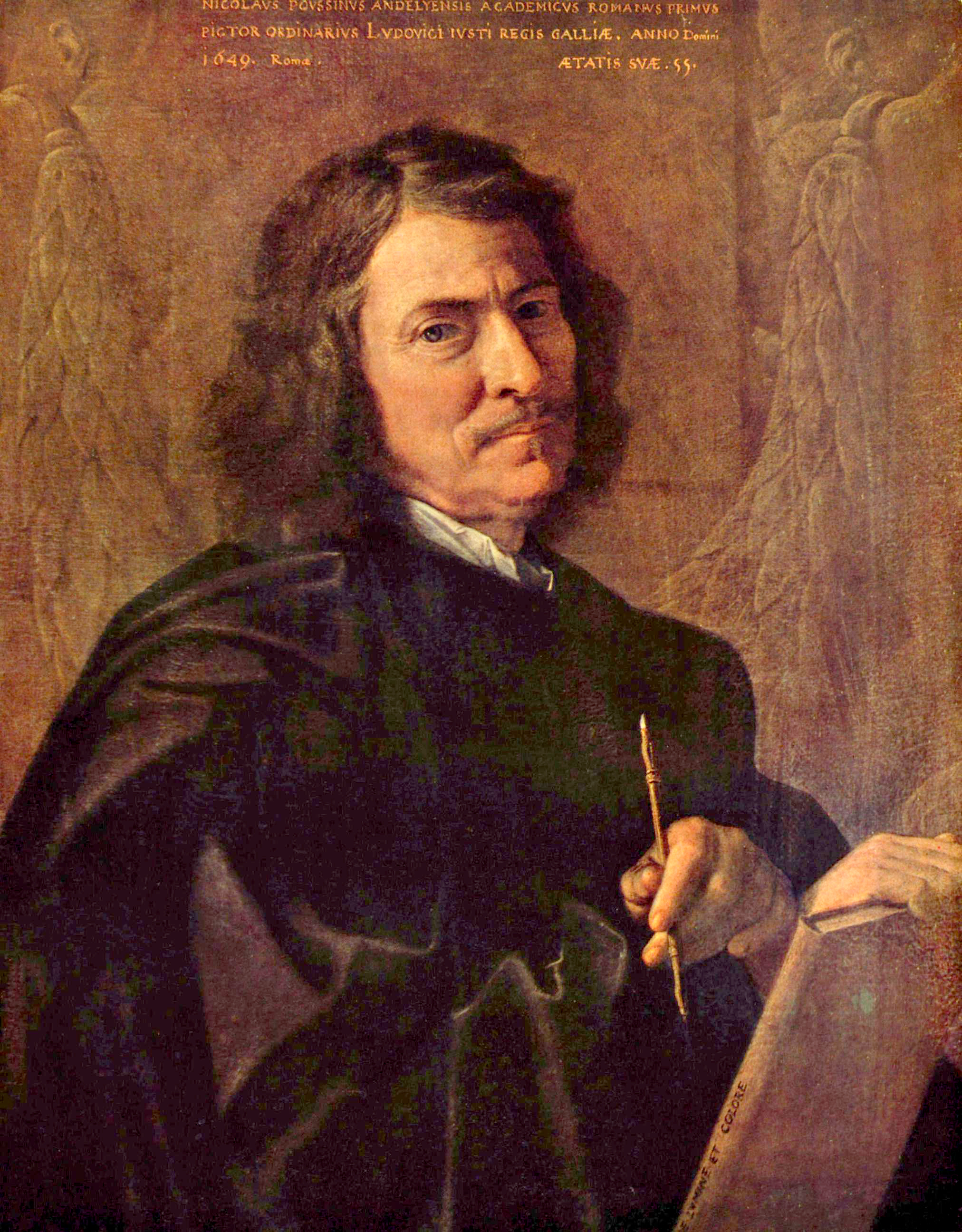
Nicolas Poussin, Autoportret

Kolekcja malarstwa francuskiego charakteryzuje się rozbieżnością w ilości dzieł malarstwa przed i po XVIII w. Spośród starszych dzieł wyróżniają się miniatury Simona Marmiona oraz lewe skrzydło dyptyku z Melun pędzla Jeana Fouqueta. Barok reprezentują dzieła Nicolasa Poussina oraz dwa obrazy Georga de la Tour Dwóch starców i jedna z wersji Świętego Sebastiana opatrywanego przez świętą Irenę. Rokoko i wczesny klasycyzm reprezentują dzieła artystów jak m.in. Antoine Watteau, Claude Lorrain, François Boucher, Jean-Baptiste Greuze, Nicolas de Largillière, Eustache Le Sueur, Jean Baptiste Chardin, Antoine Pesne i Hubert Robert.

### Malarstwo Anglii XVIII w.
Najmniejszą kolekcje w Gemäldegalerie tworzy XVII-wieczne malarstwo angielskie. Do najważniejszych należą pięć dzieł Thomasa Gainsborough, trzy Joshuego Reynoldsa, ponadto obrazy, Johna Hoppnera, Henry’ego Raeburna oraz Thomasa Lawrence’a.

## Dzieła

### Malarstwo krajów Rzeszy Niemieckiej, Austrii oraz Czech

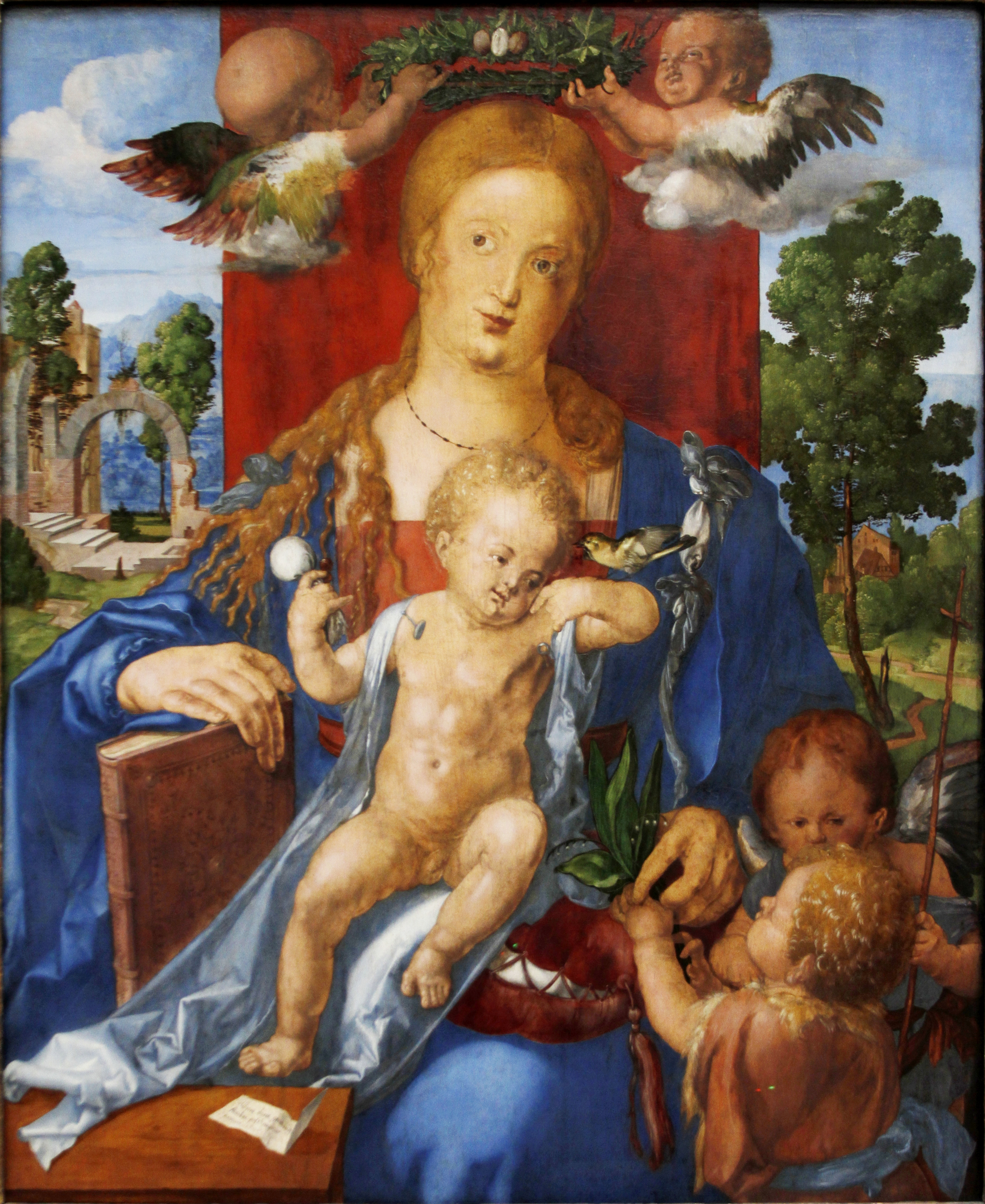
Albrecht Dürer Madonna i Dzieciątko z czyżykiem
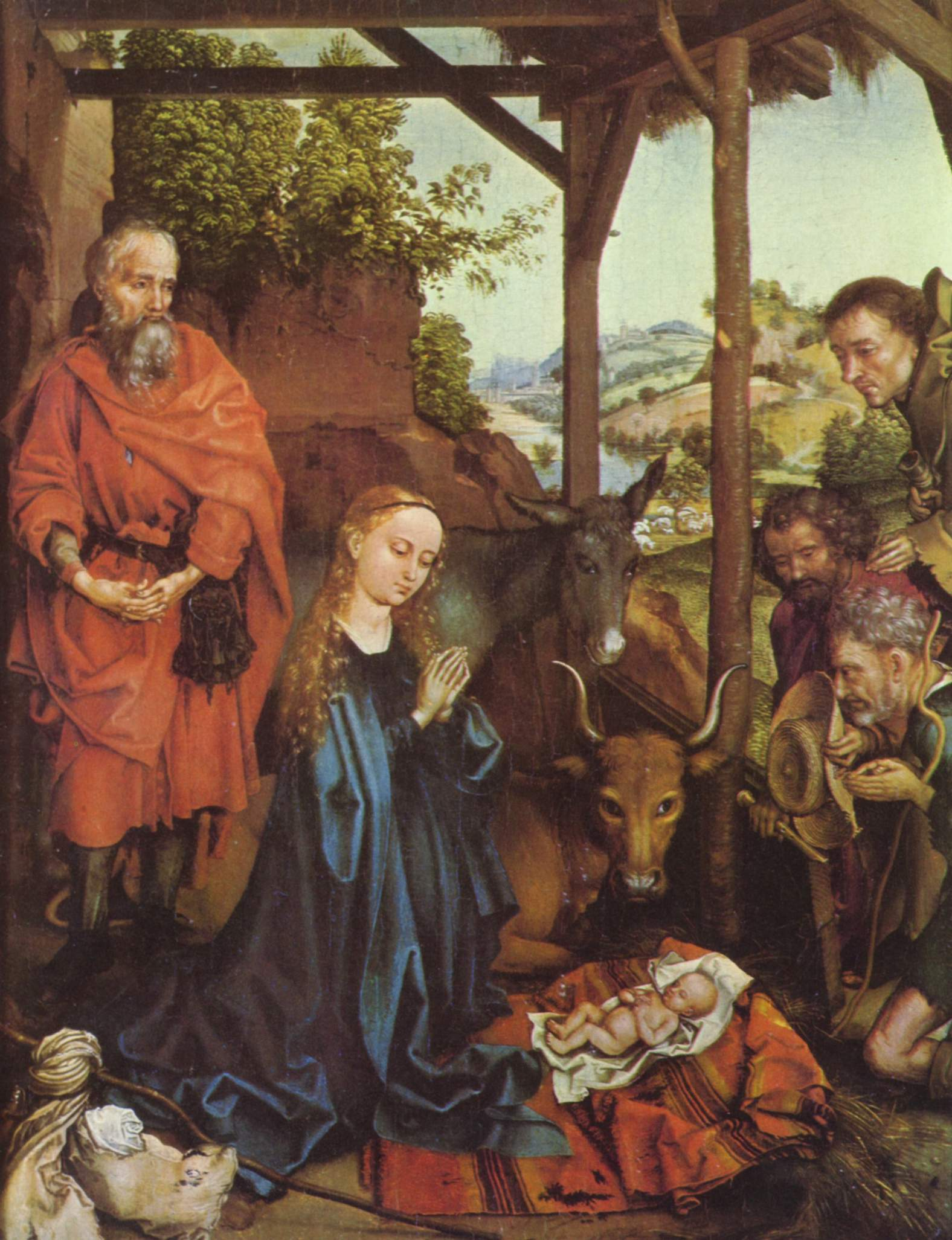
Martin Schongauer Pokłon pasterzy
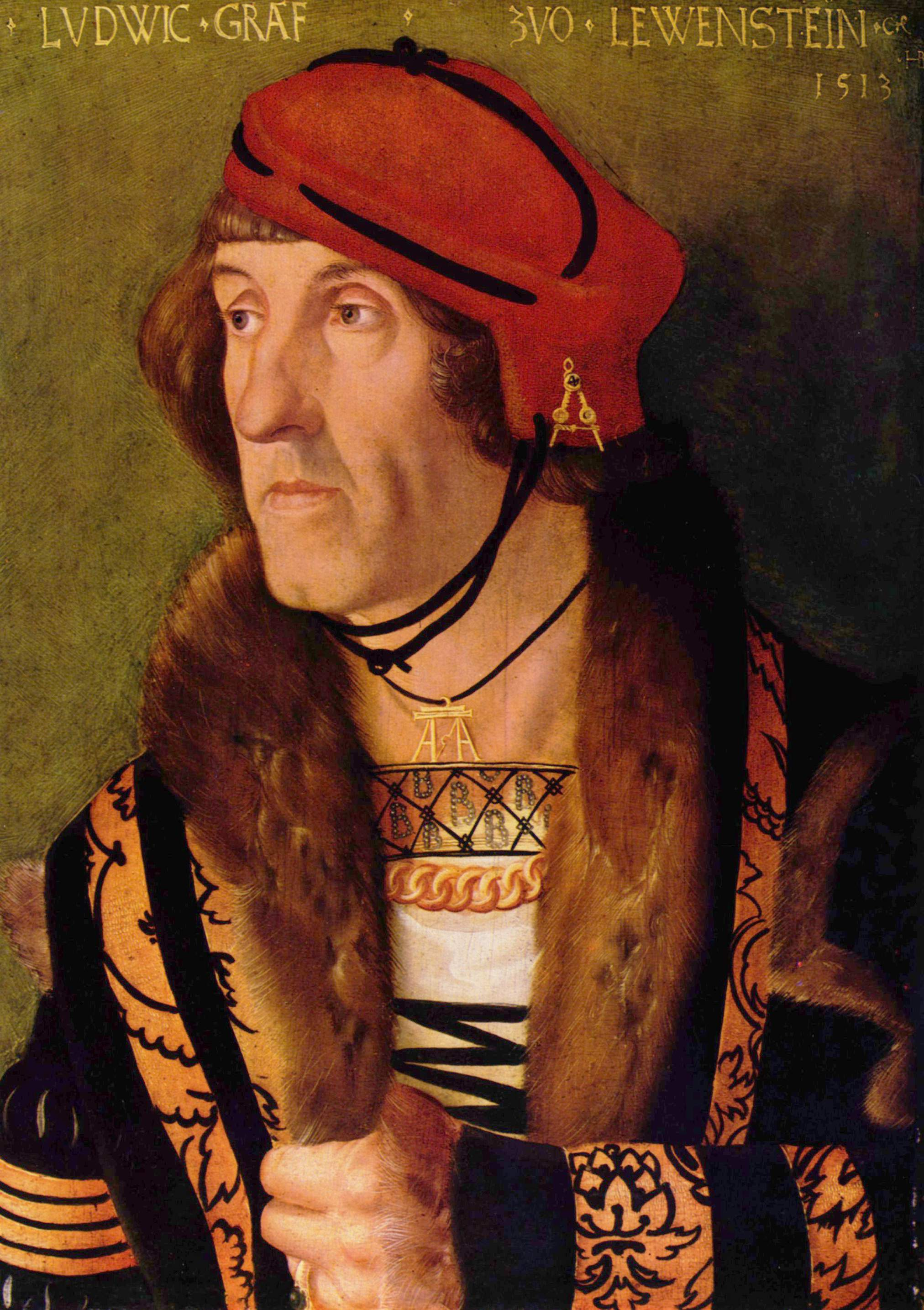
Hans Baldung Portret Ludwiga hrabiego z Löwenstein
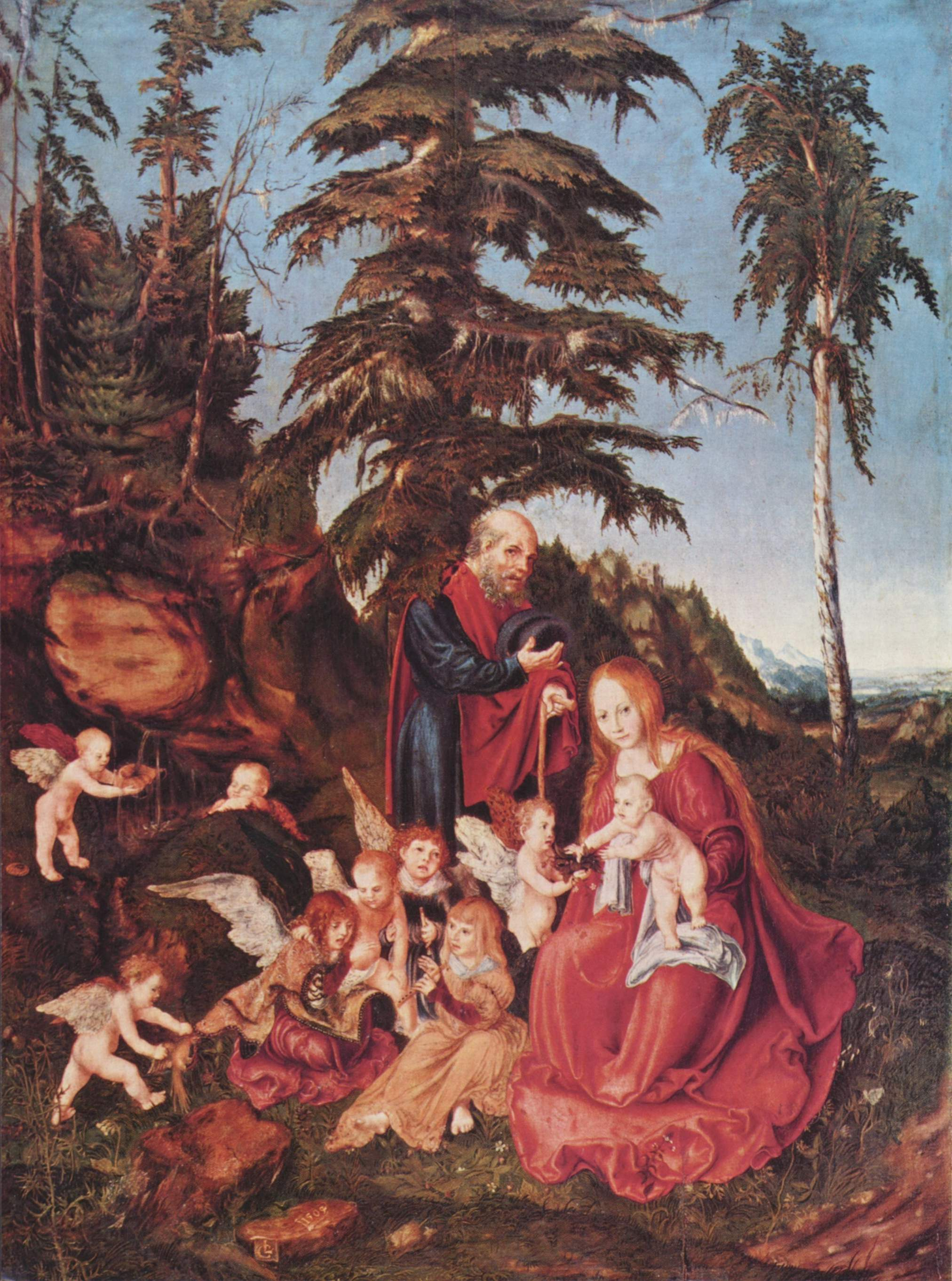
Lucas Cranach starszy Odpoczynek w drodze do Egiptu

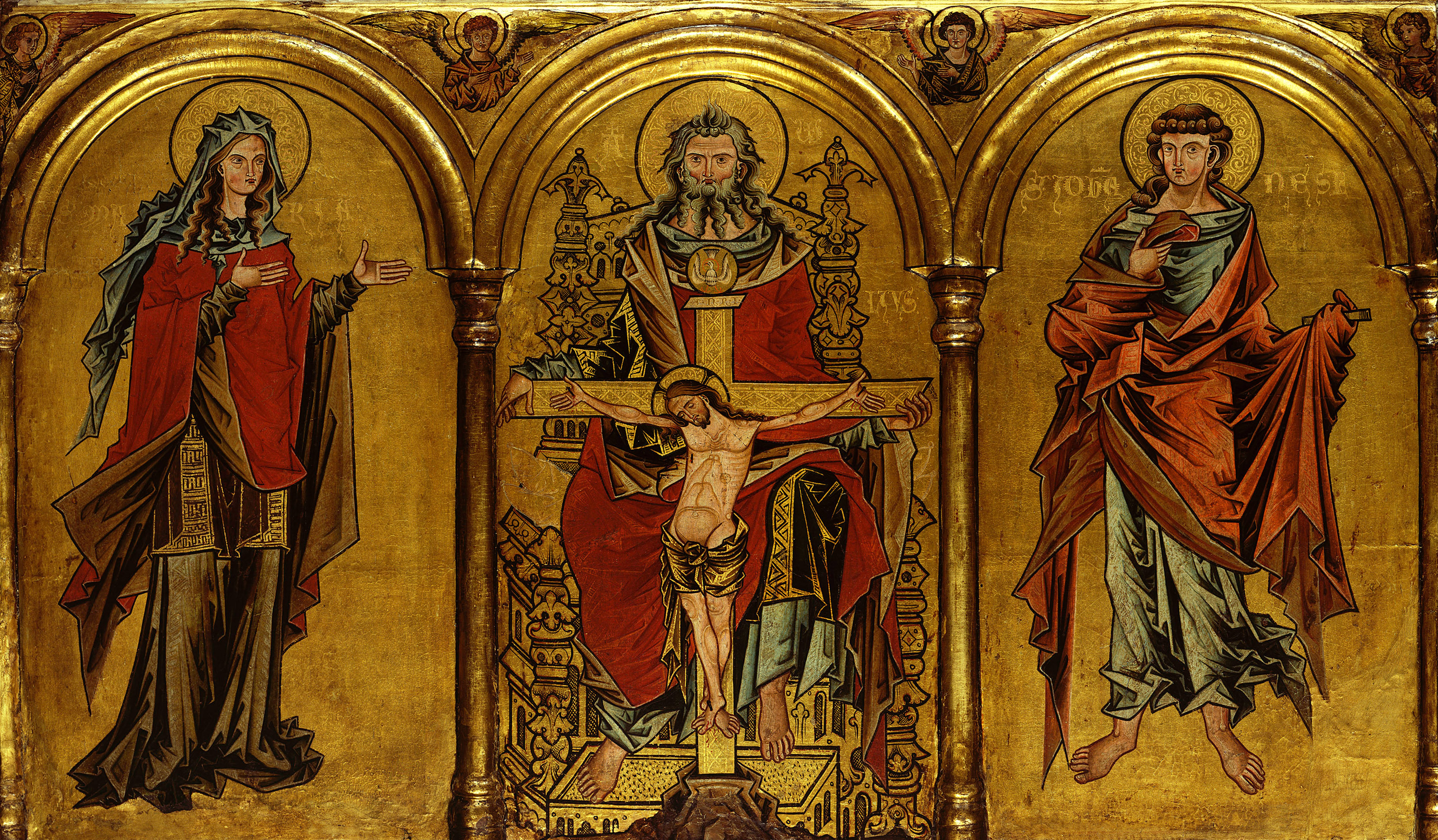
Malarz westfalski Trójca Św. z Marią i Św Janem
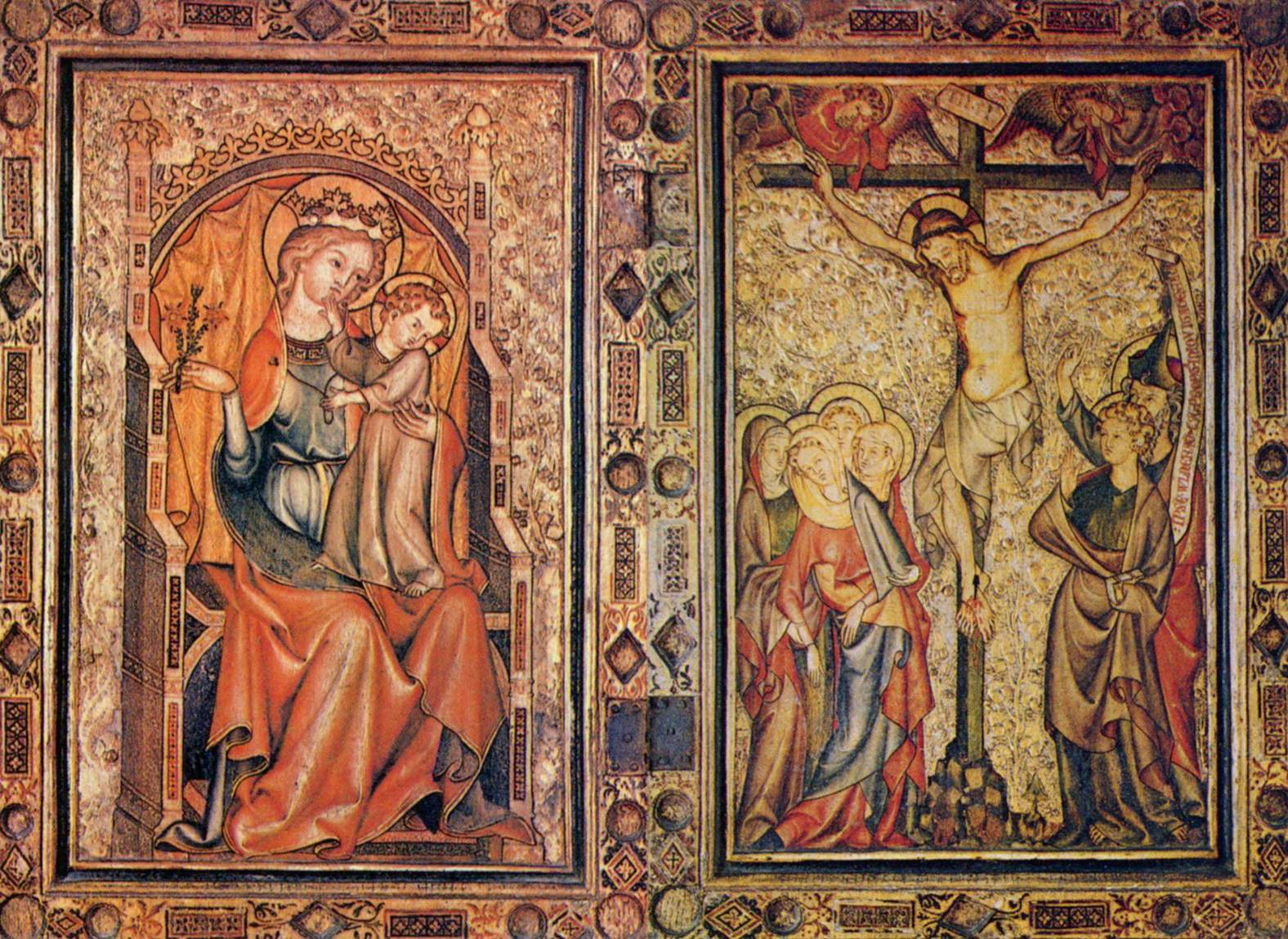
Malarz koloński ok. 1350 Dyptyk z Madonną z Dzieciątkiem i Ukrzyżowaniem
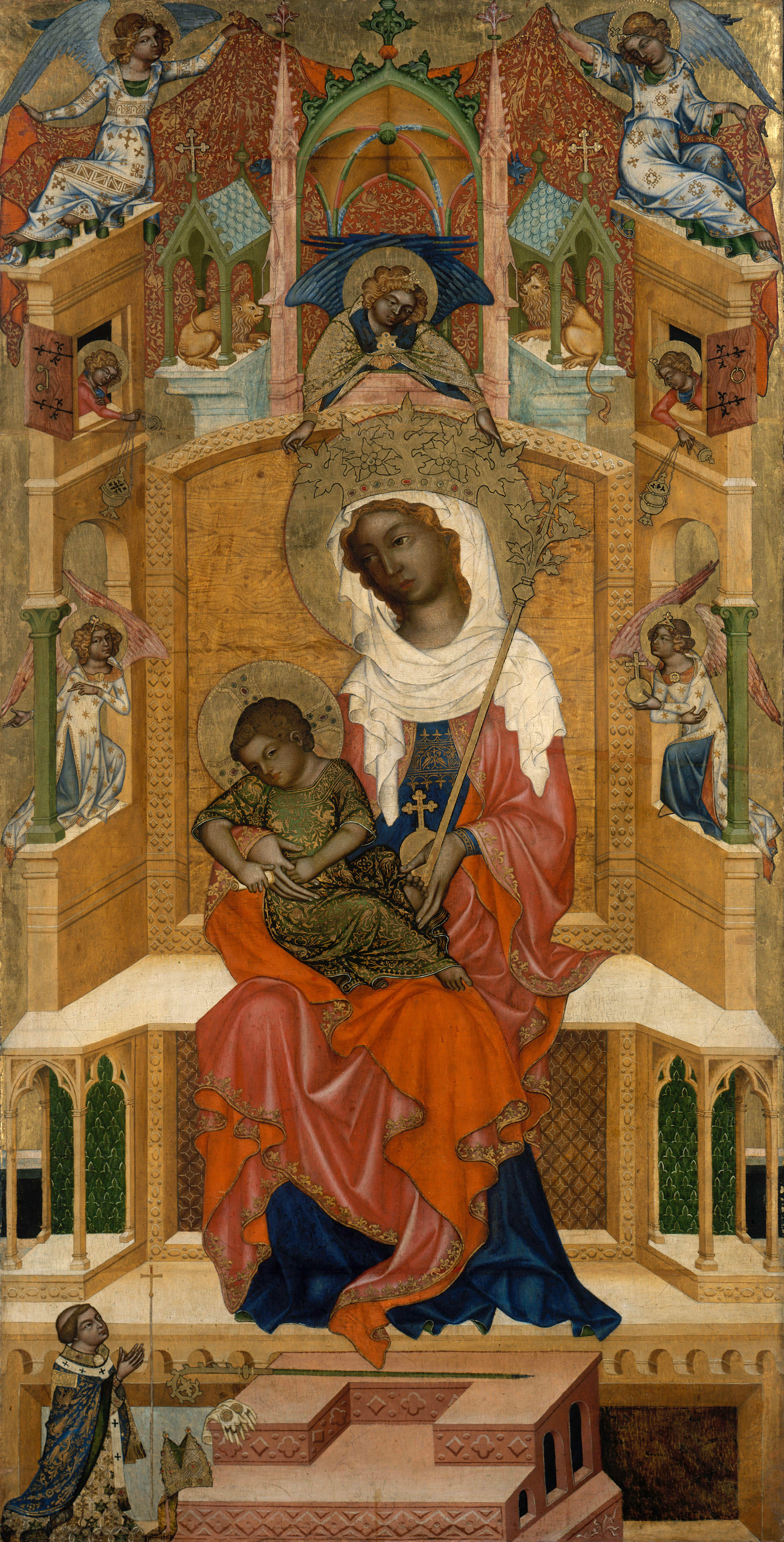
Malarz czeski Madonna Kłodzka
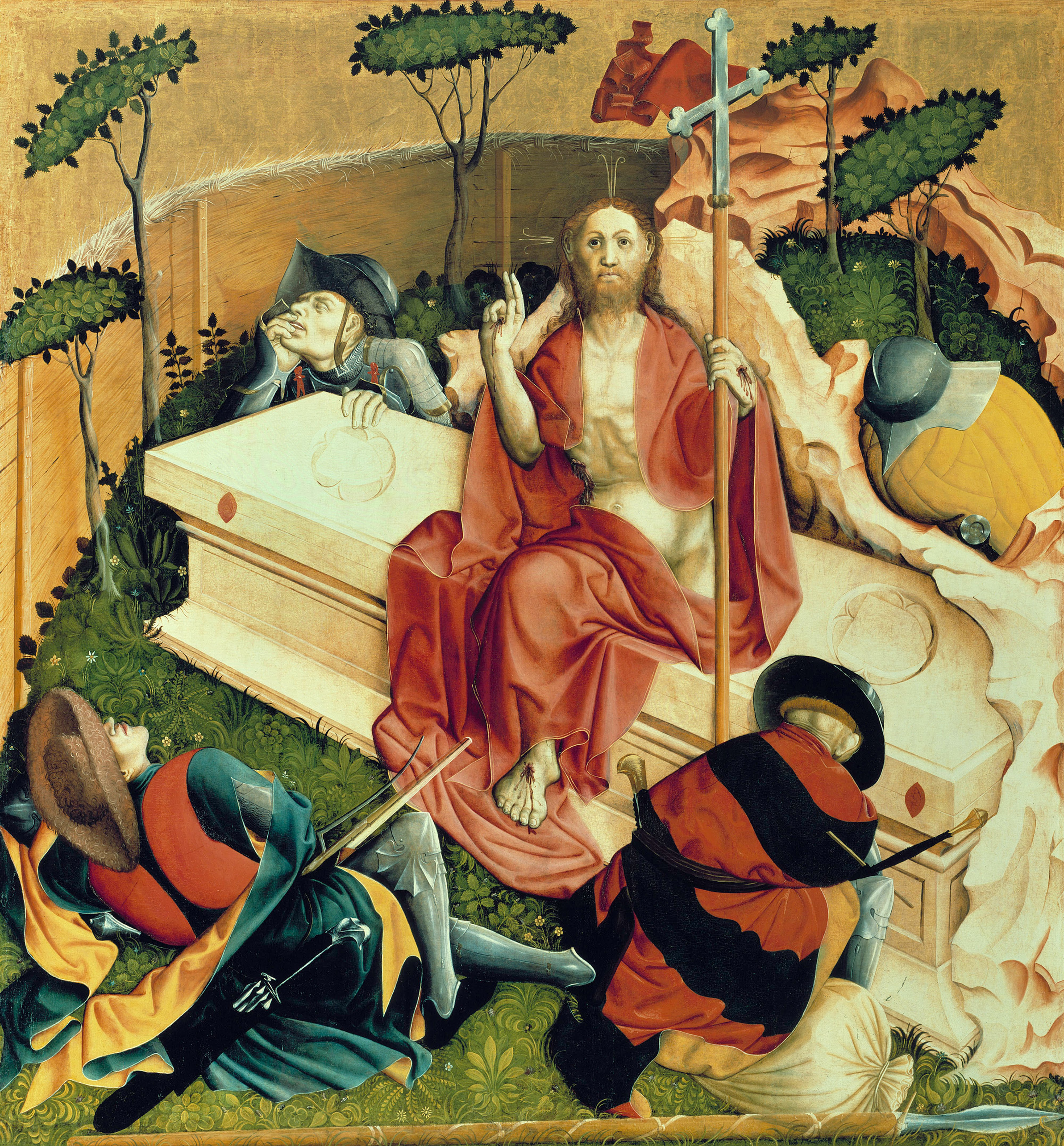
Hans Multscher Ołtarz z Wurzach, Zmartwychwstanie

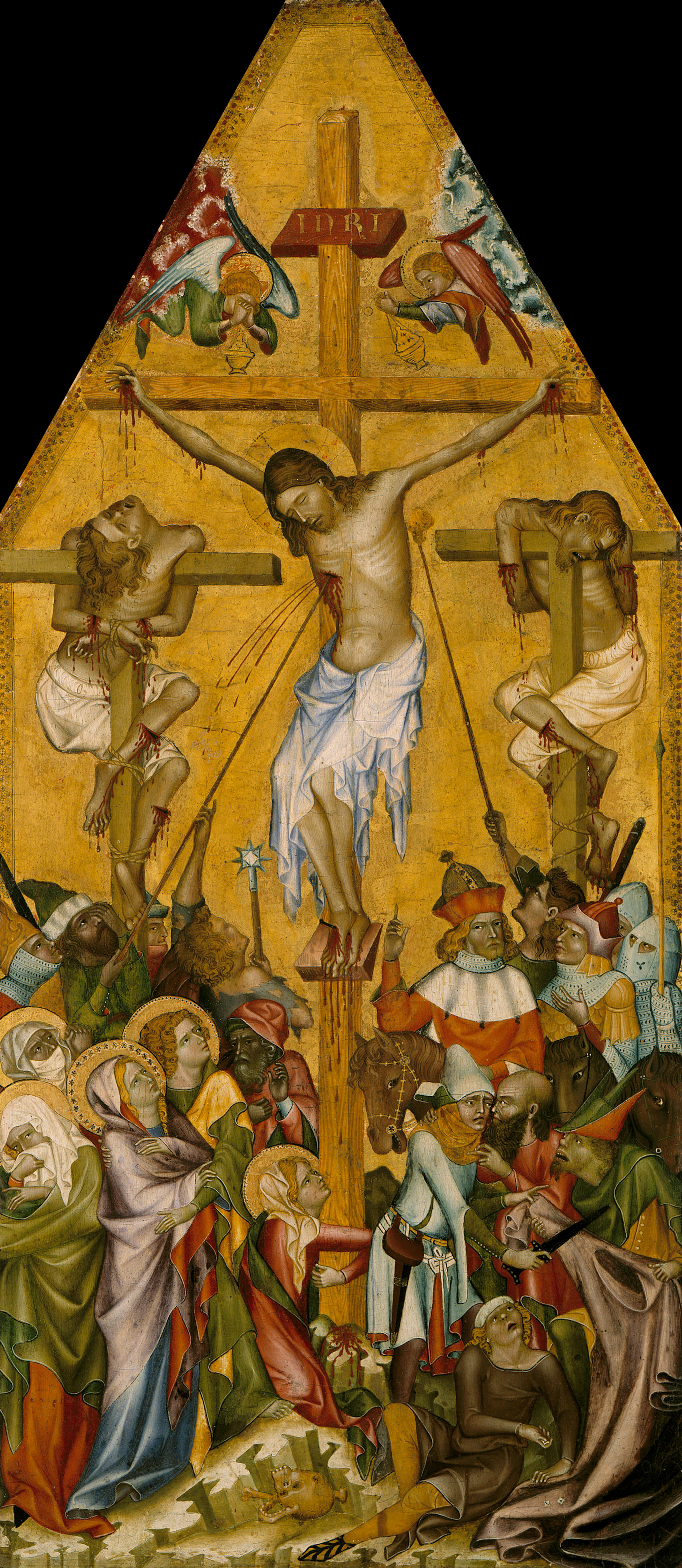
Malarz czeski Ukrzyżowanie Kaufmannów, ok. 1350
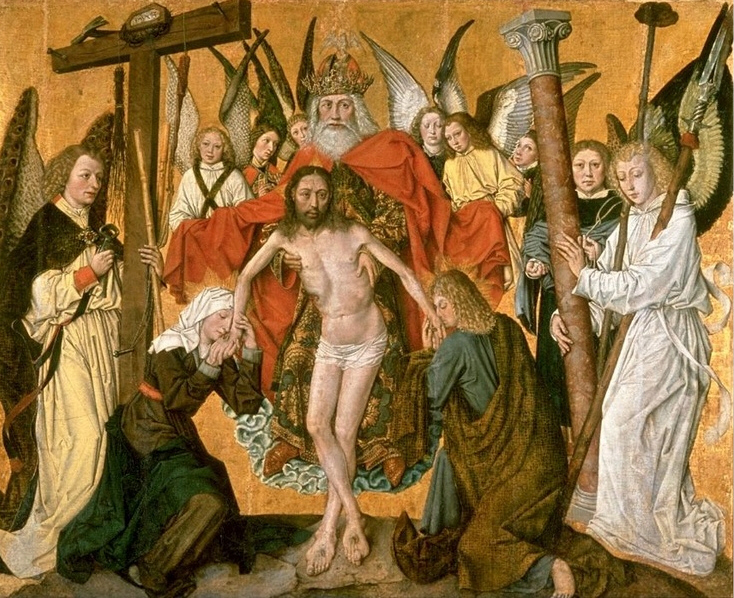
Malarz austriacki Pietas Domini i aniołowie, ok. 1470
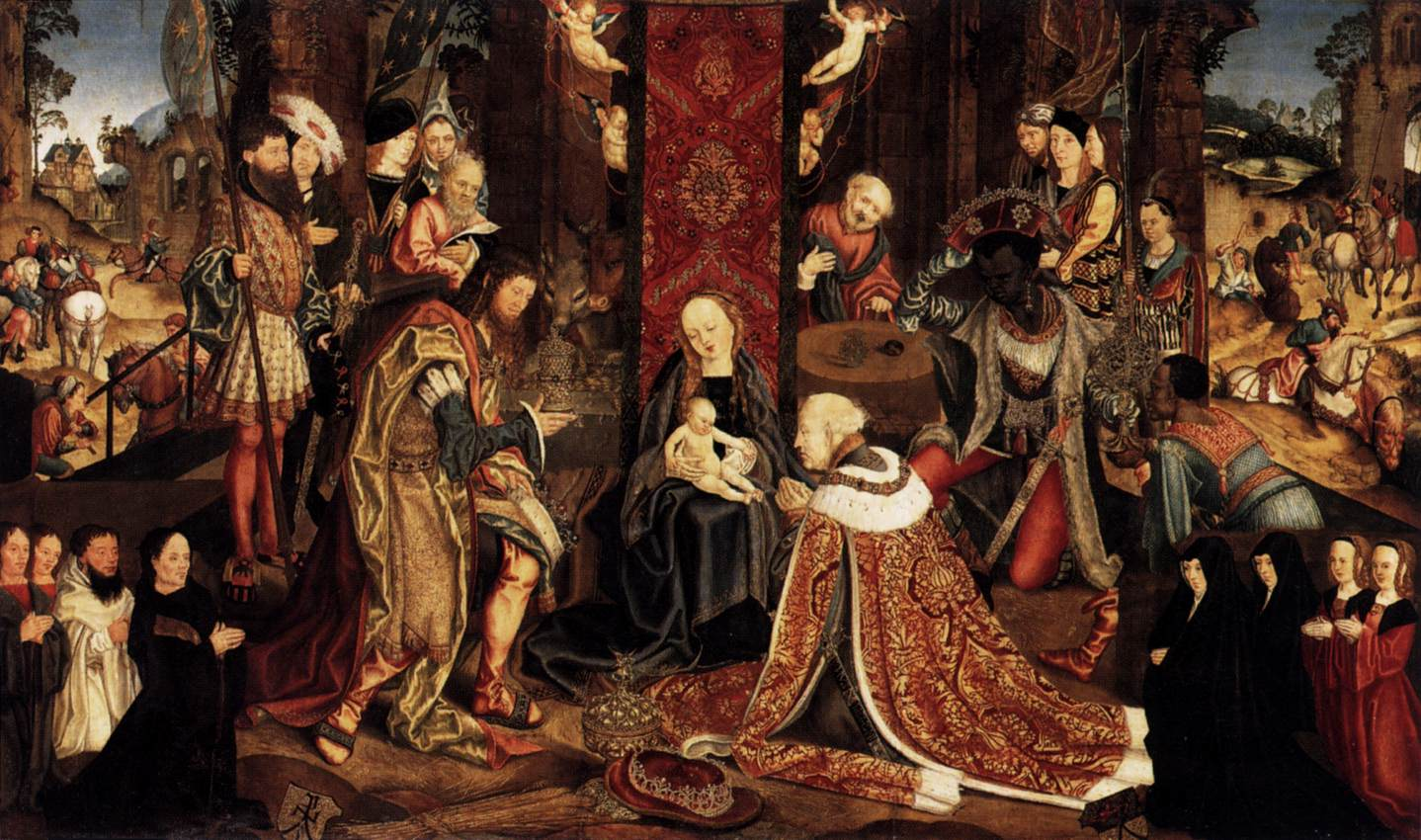
Malarz koloński Pokłon Trzech Króli, pocz. XVI w.
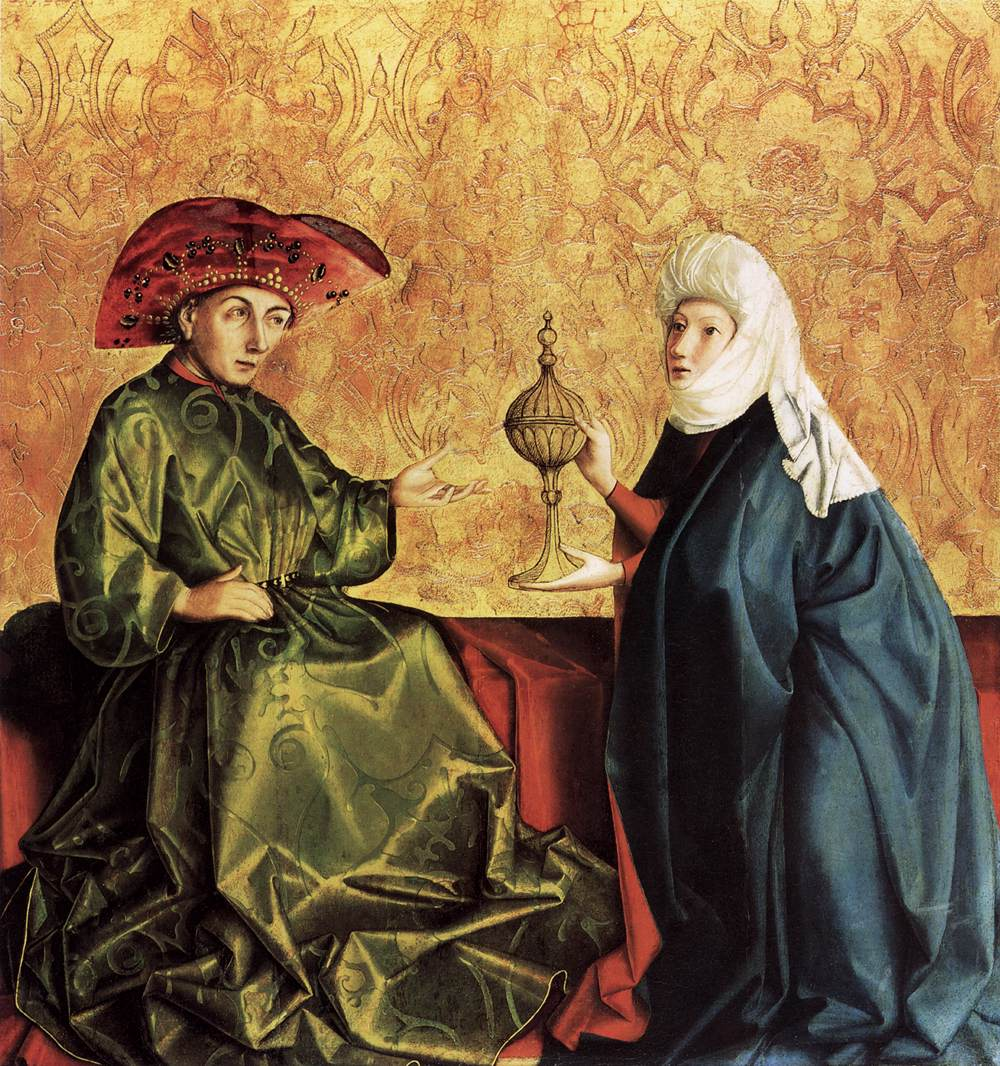
Konrad Witz Salomon i Szeba, Zmartwychwstanie

- Albrecht Dürer
Madonna i Dzieciątko z czyżykiem
- Martin Schongauer
Pokłon pasterzy
- Hans Baldung
Portret Ludwiga hrabiego z Löwenstein
- Lucas Cranach starszy
Odpoczynek w drodze do Egiptu

### Malarstwo włoskie

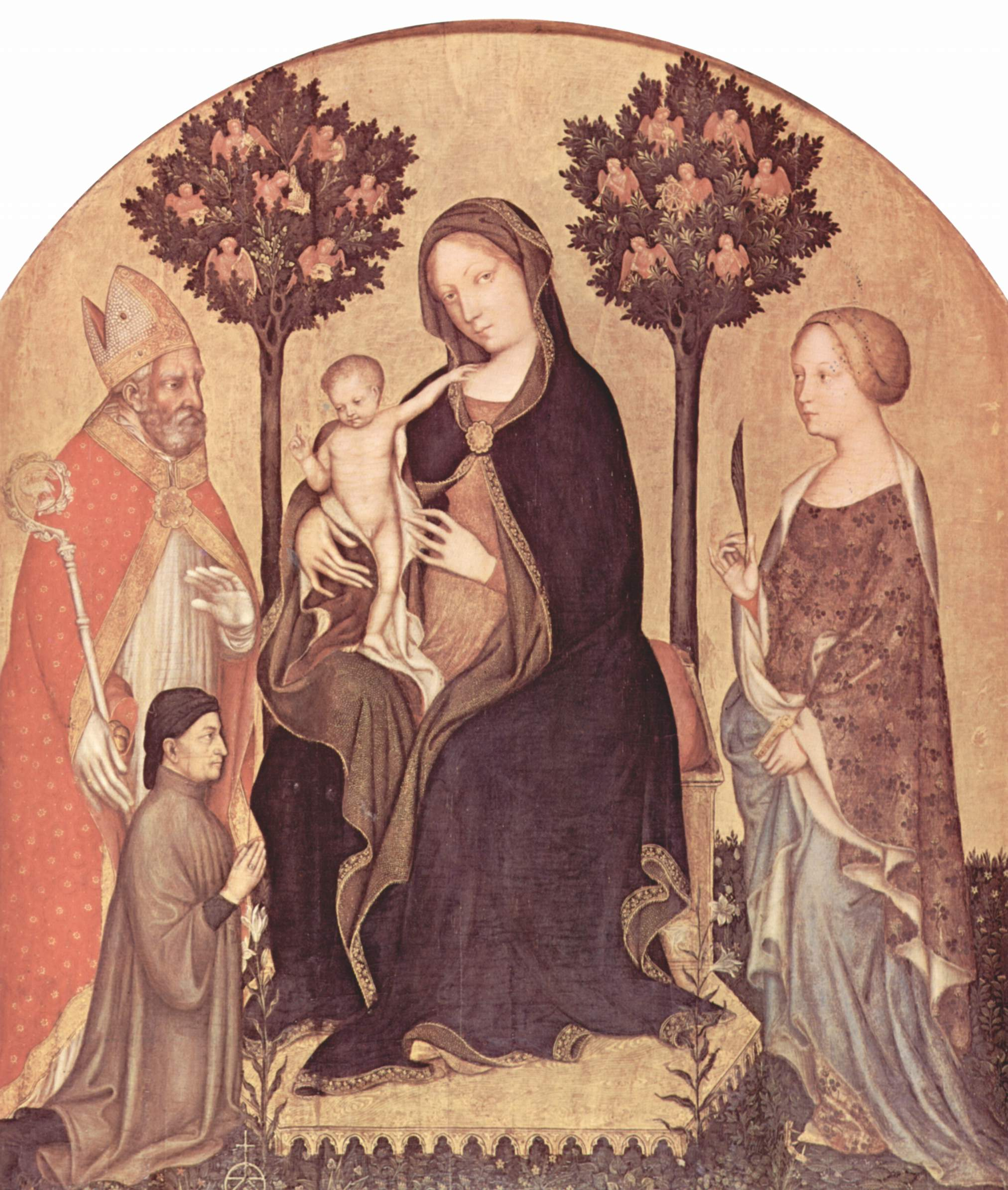
Gentile da Fabriano Madonna z Dzieciątkiem i świętymi Mikołajem i Katarzyną
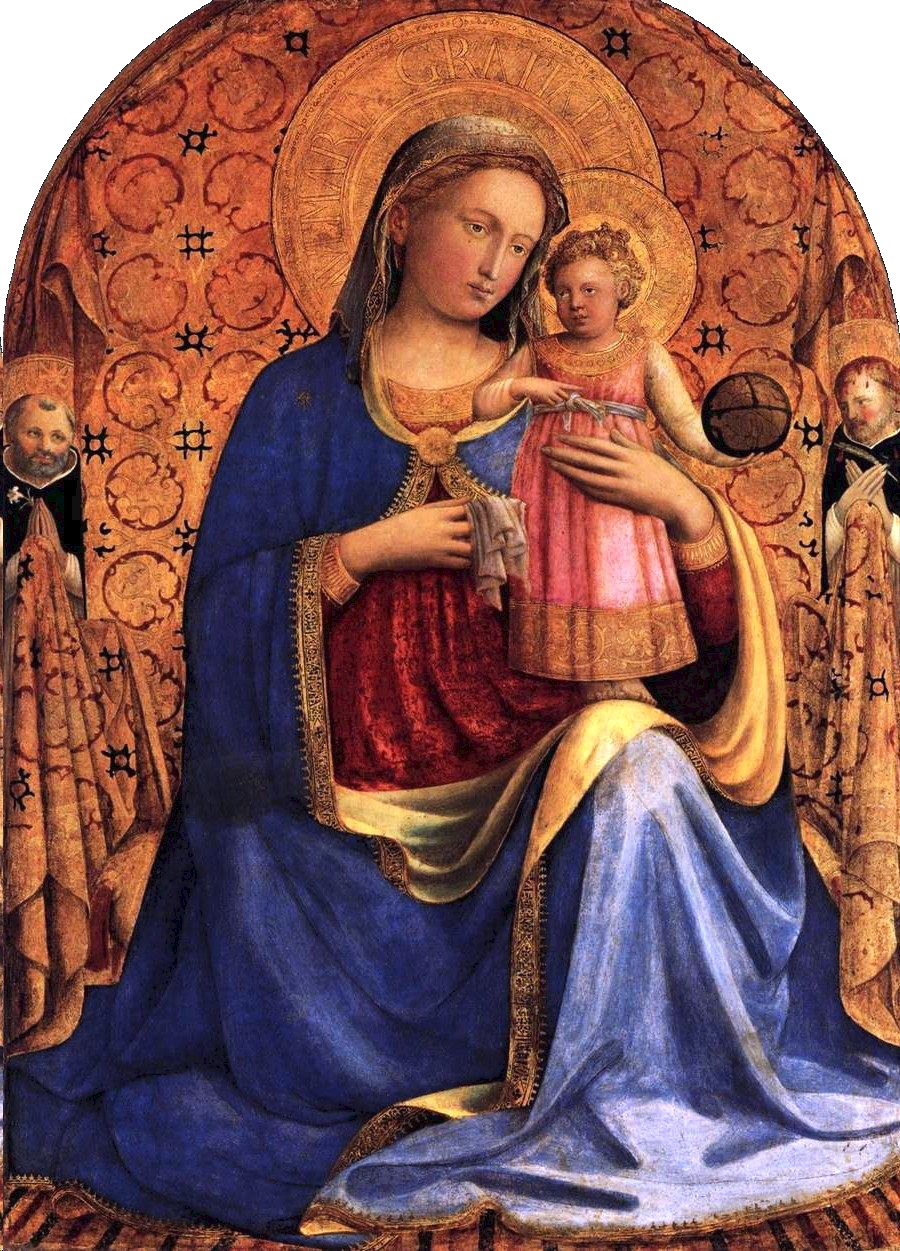
Fra Angelico Madonna z Dzieciątkiem
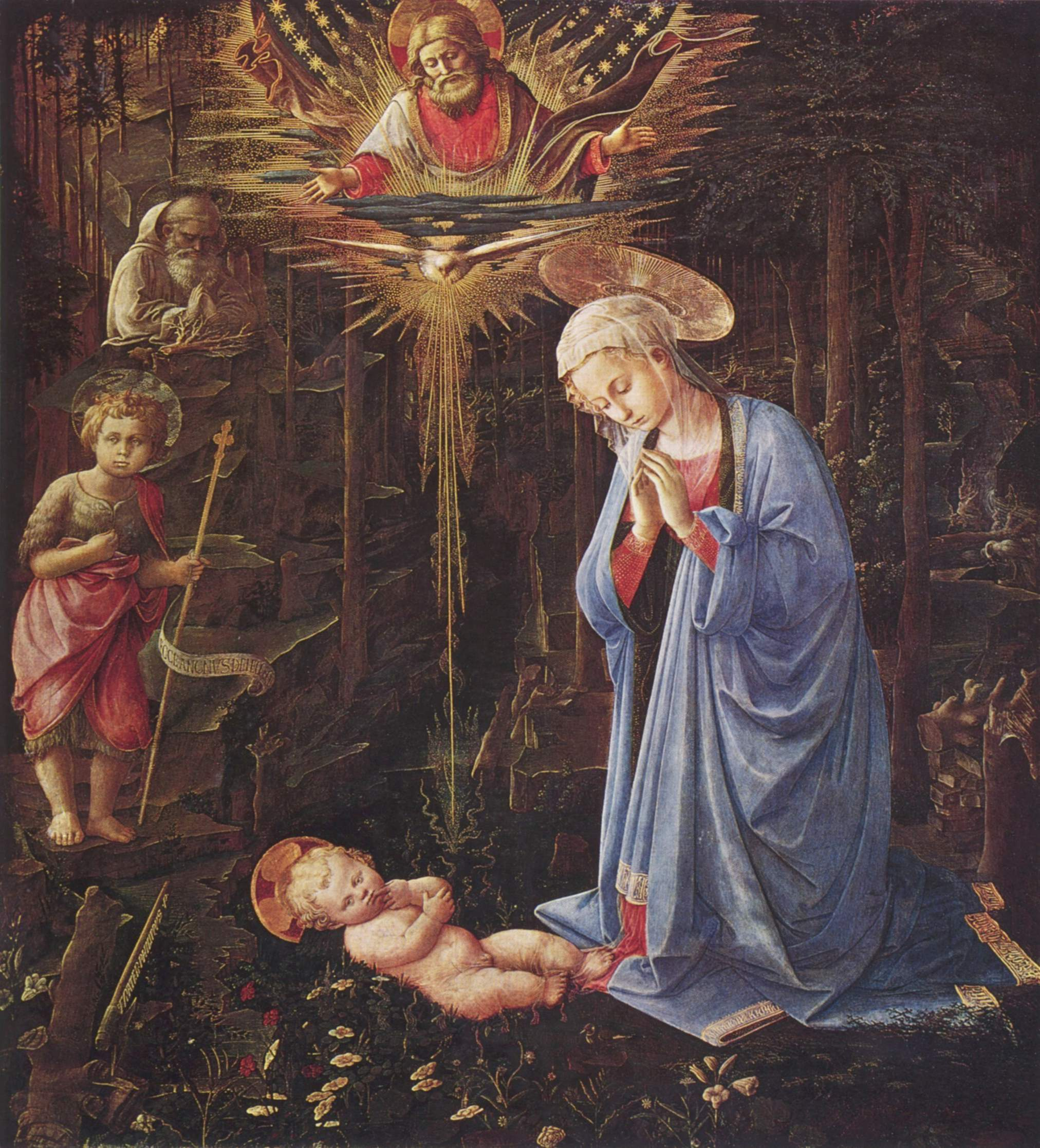
Fra Filippo Lippi Adoracja Dzieciątka przez Marię i Św. Bernarda
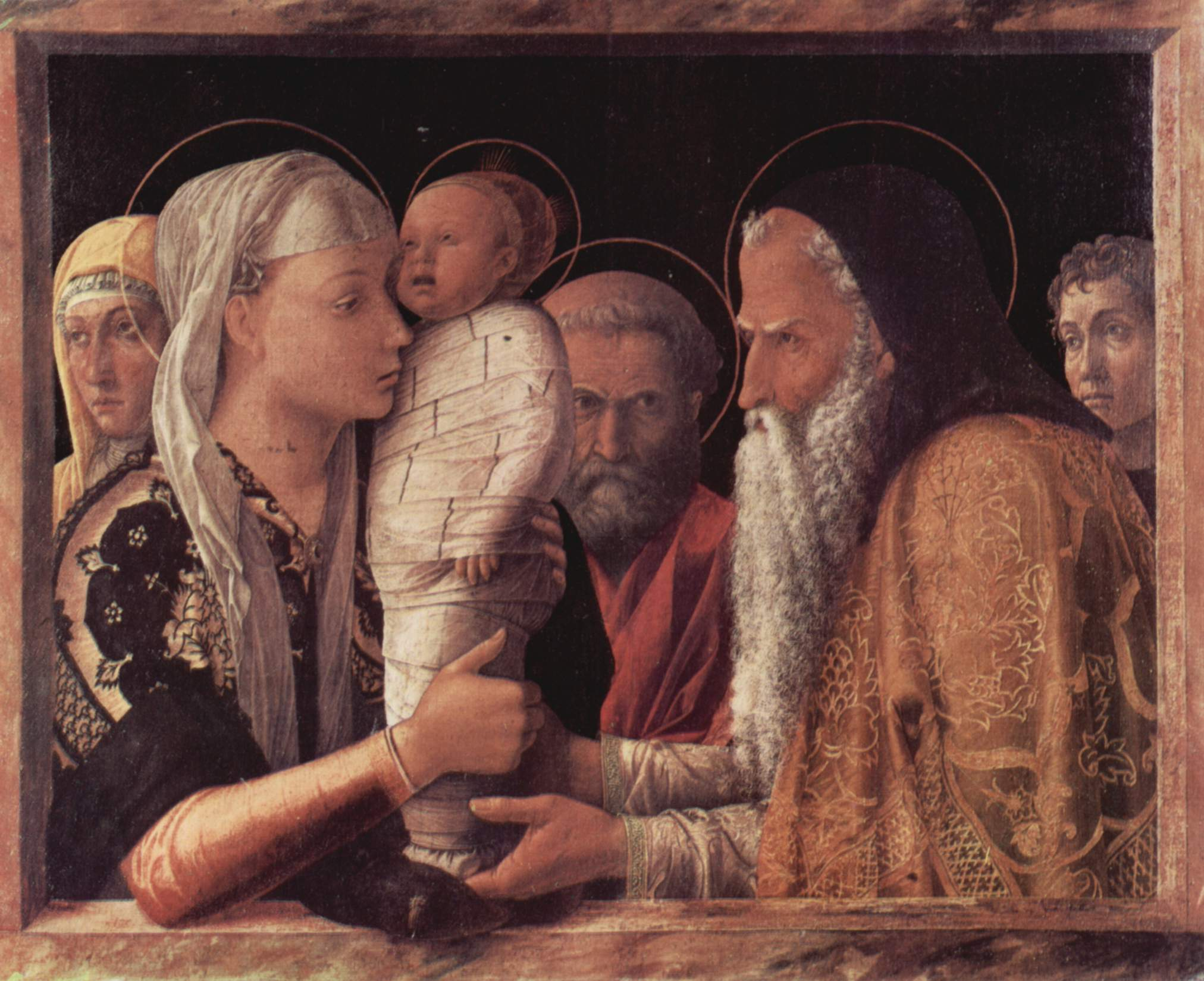
Andrea Mantegna Prezentacja Dzieciątka w świątyni
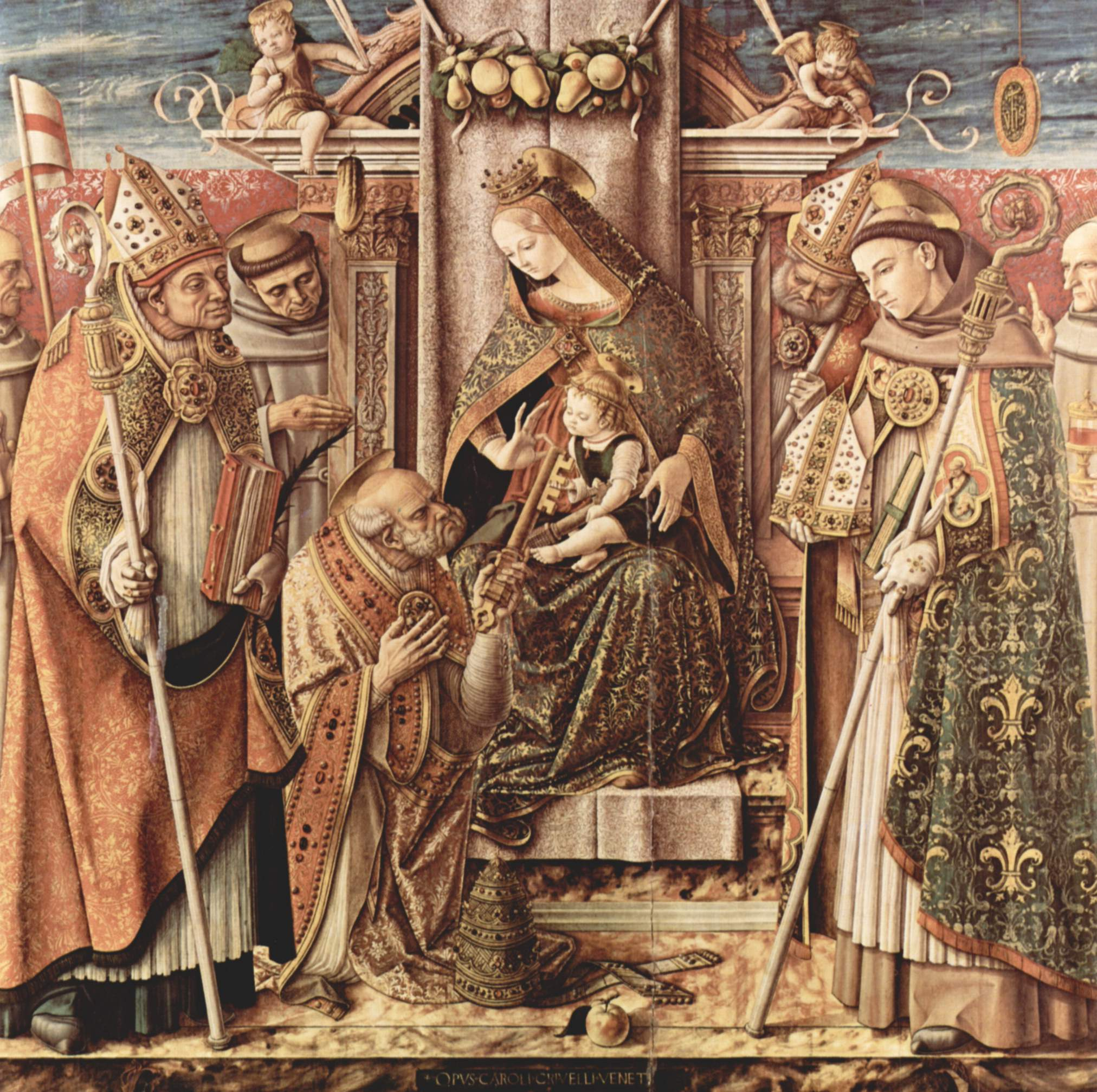
Carlo Crivelli Wręczenie kluczy św. Piotrowi
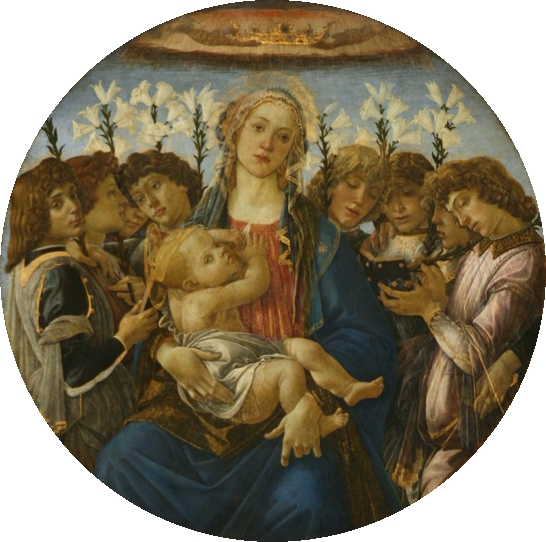
Sandro Botticelli Maria z Dzieciątkiem i śpiewającymi aniołami
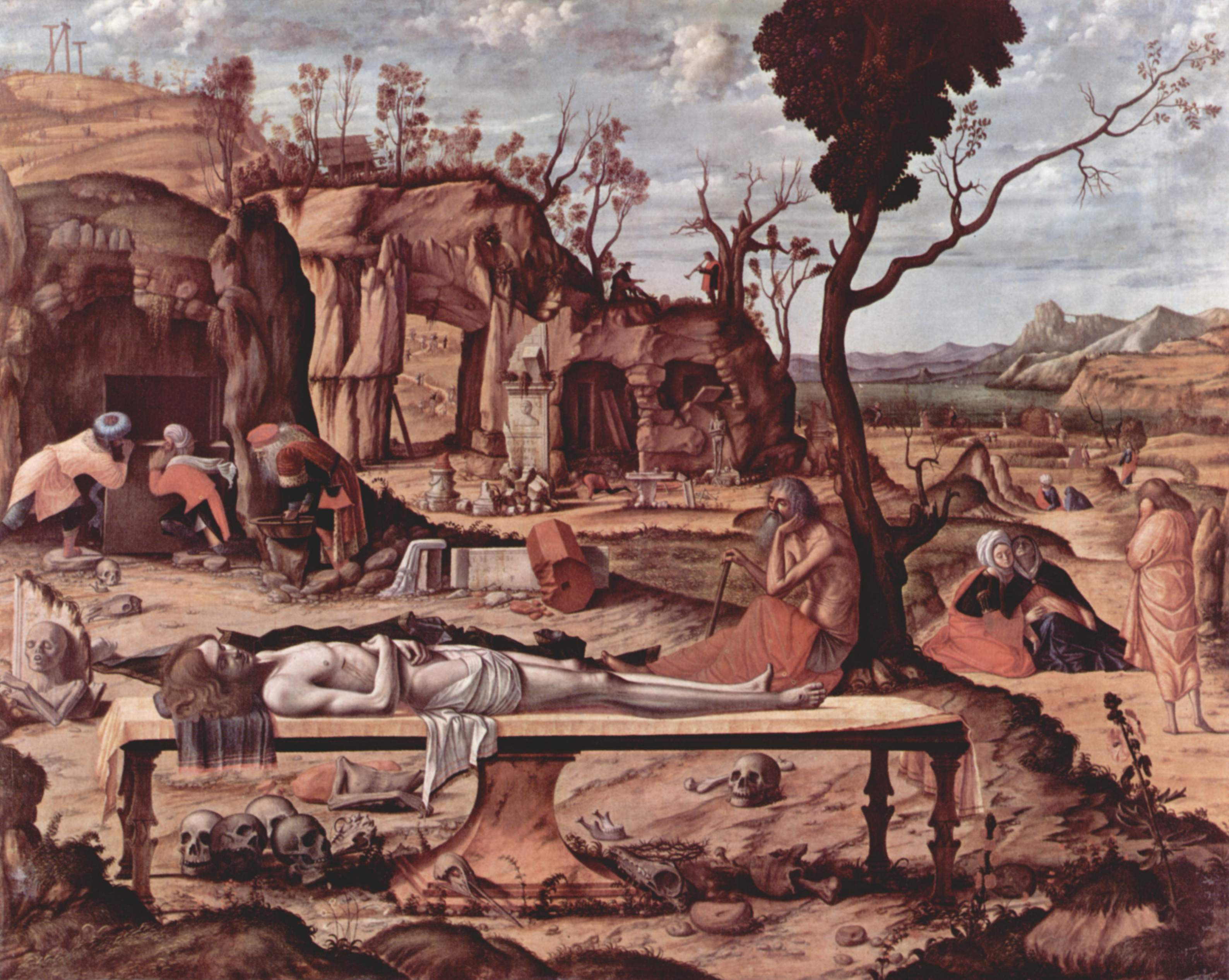
Vittore Carpaccio Złożenie do grobu
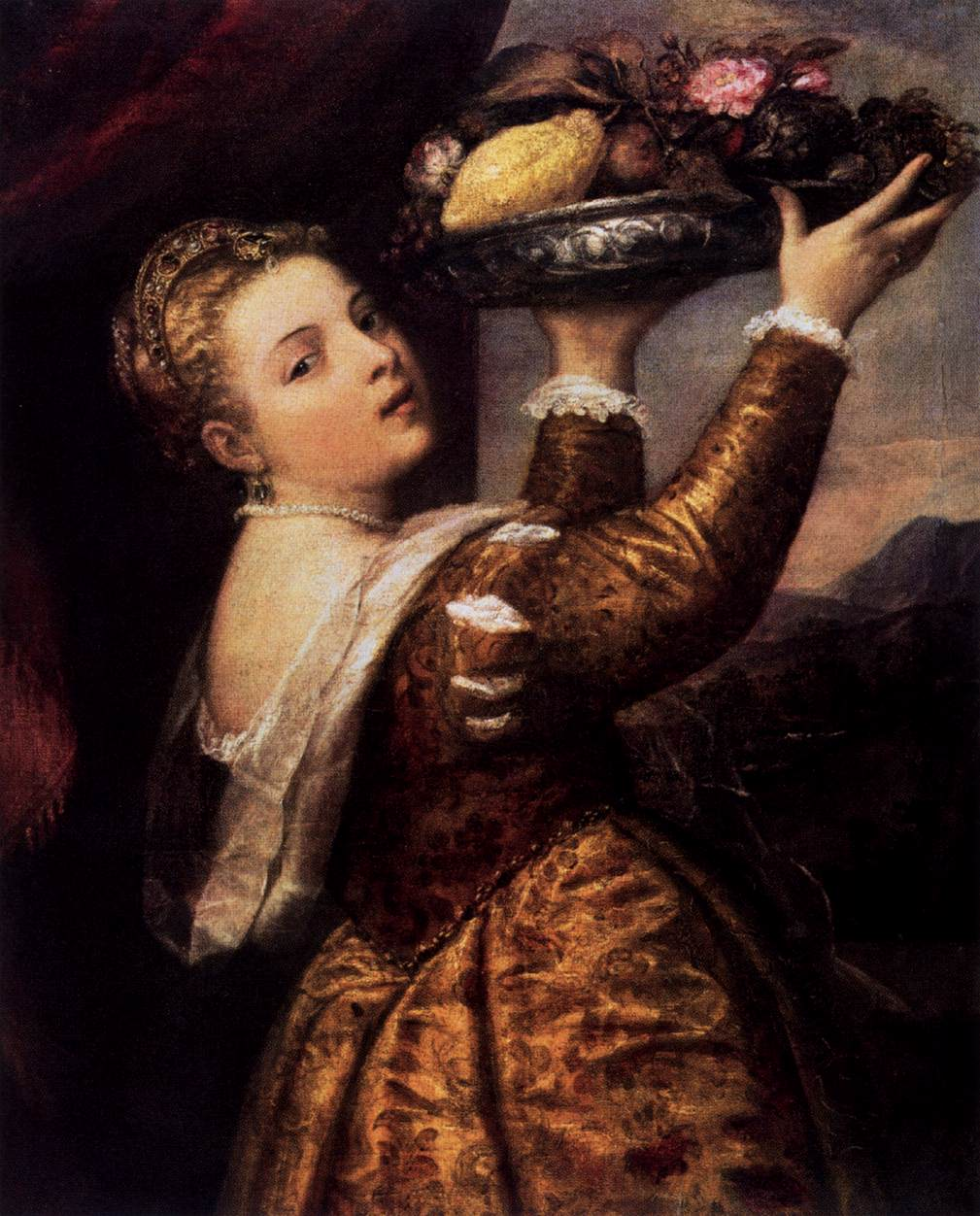
Tycjan Dziewczyna z półmiskiem owoców

### Malarstwo niderlandzkie XIV–XVI w.

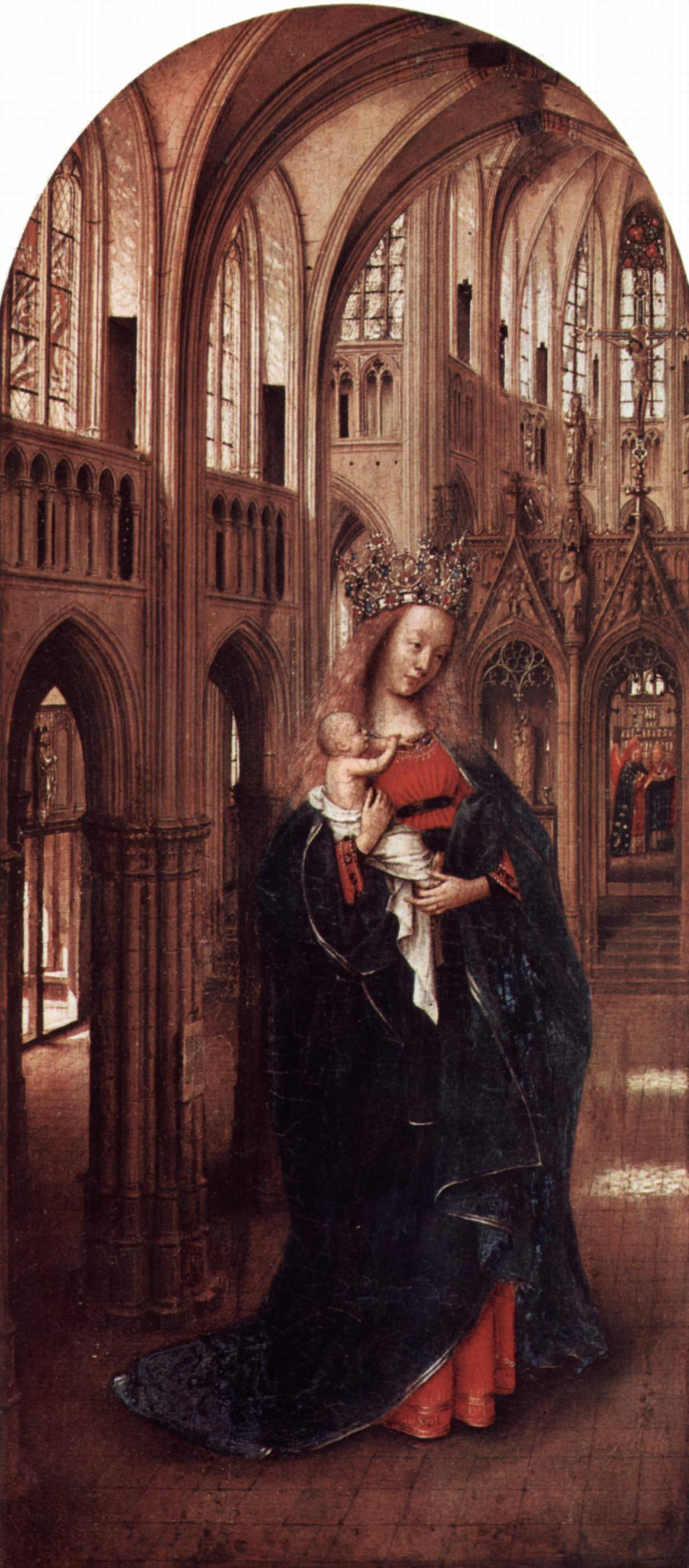
Jan van Eyck Madonna w kościele
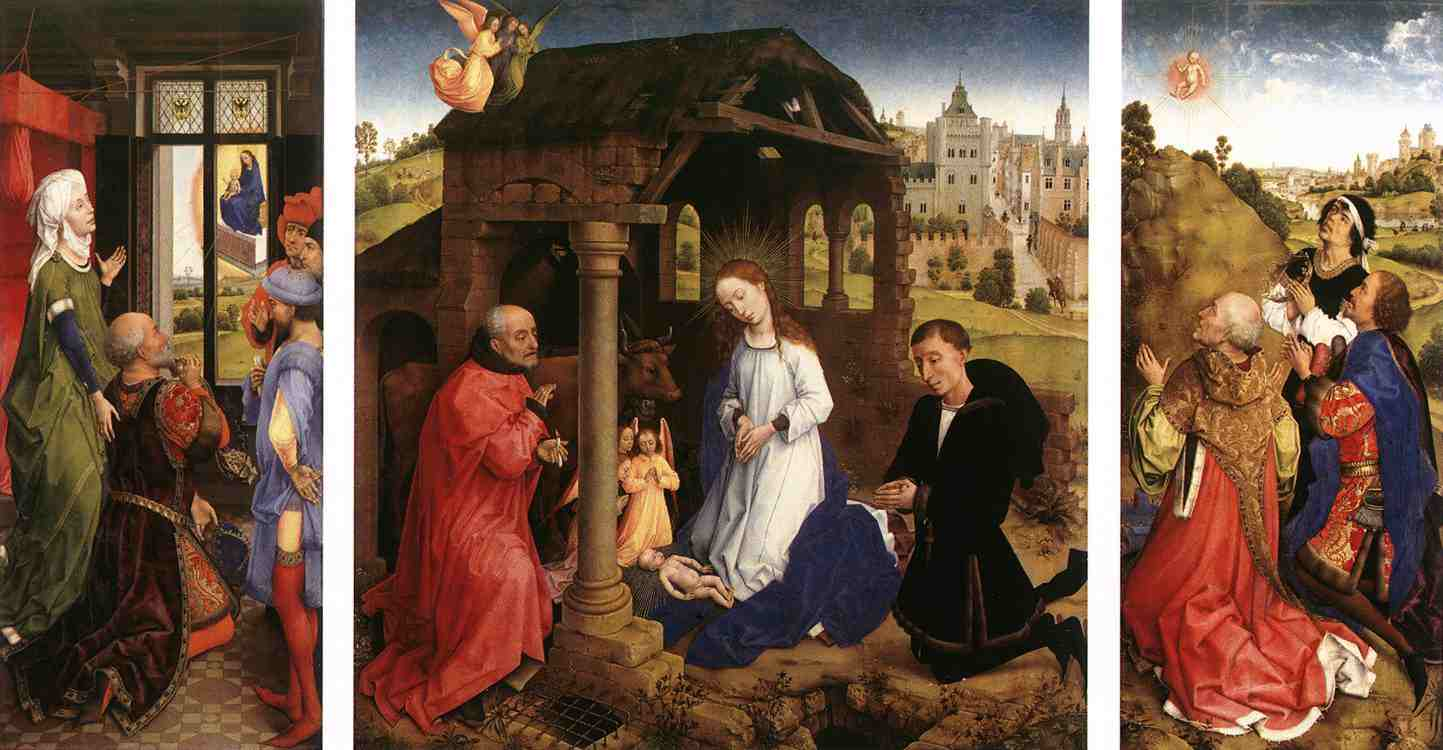
Rogier van der Weyden Ołtarz Bladelin
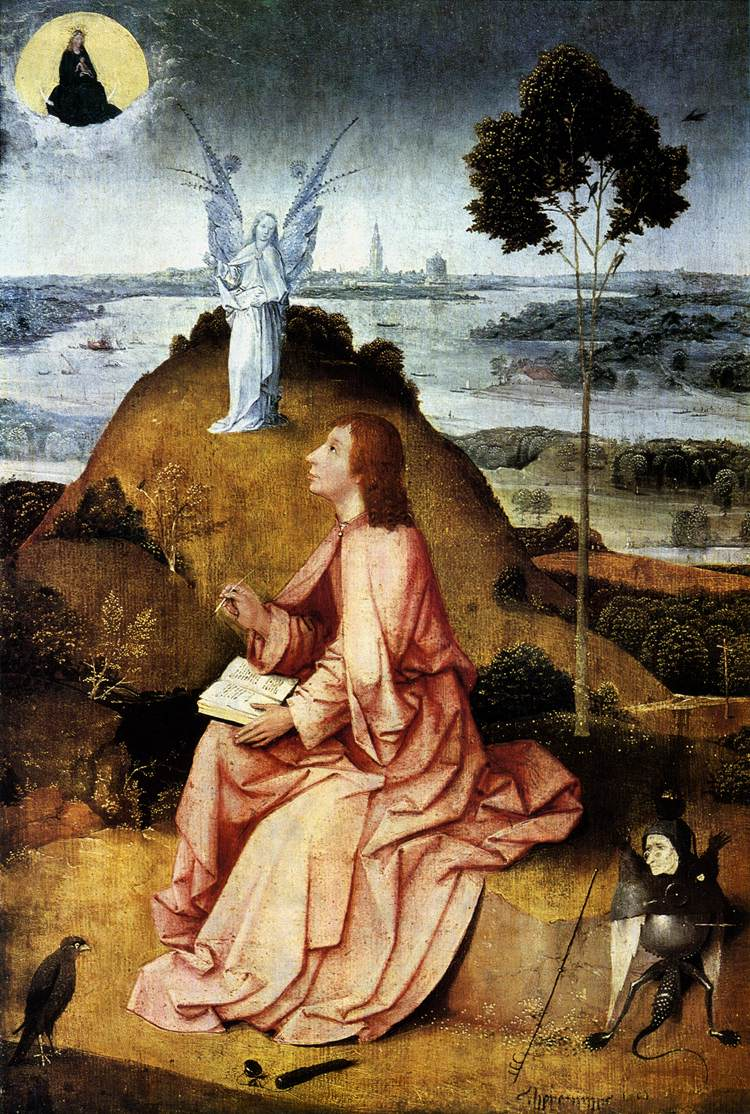
Hieronim Bosch Święty Jan na Patmos
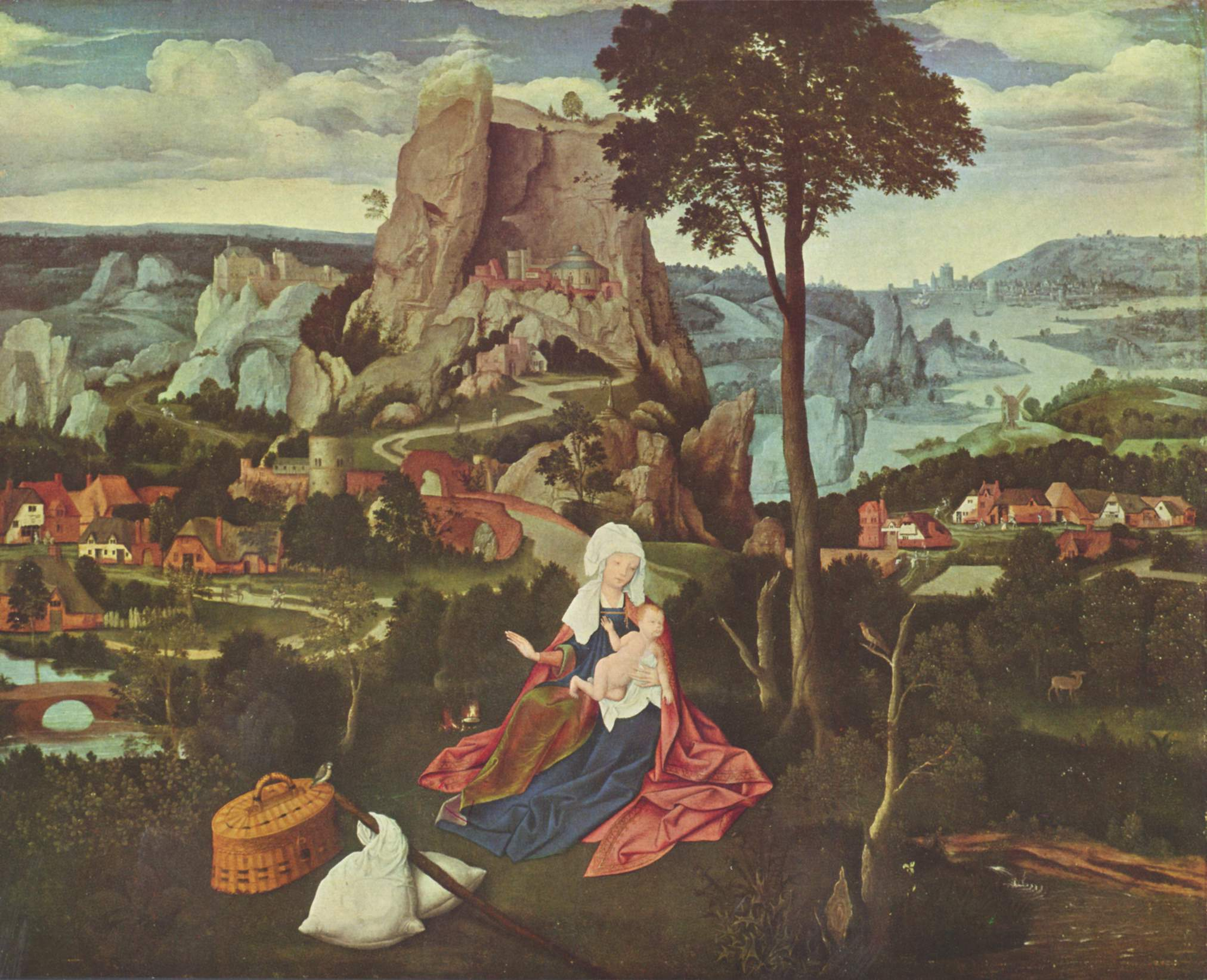
Joachim Patinir Odpoczynek w drodze do Egiptu

### Malarstwo flamandzkie i holenderskie XVII w.

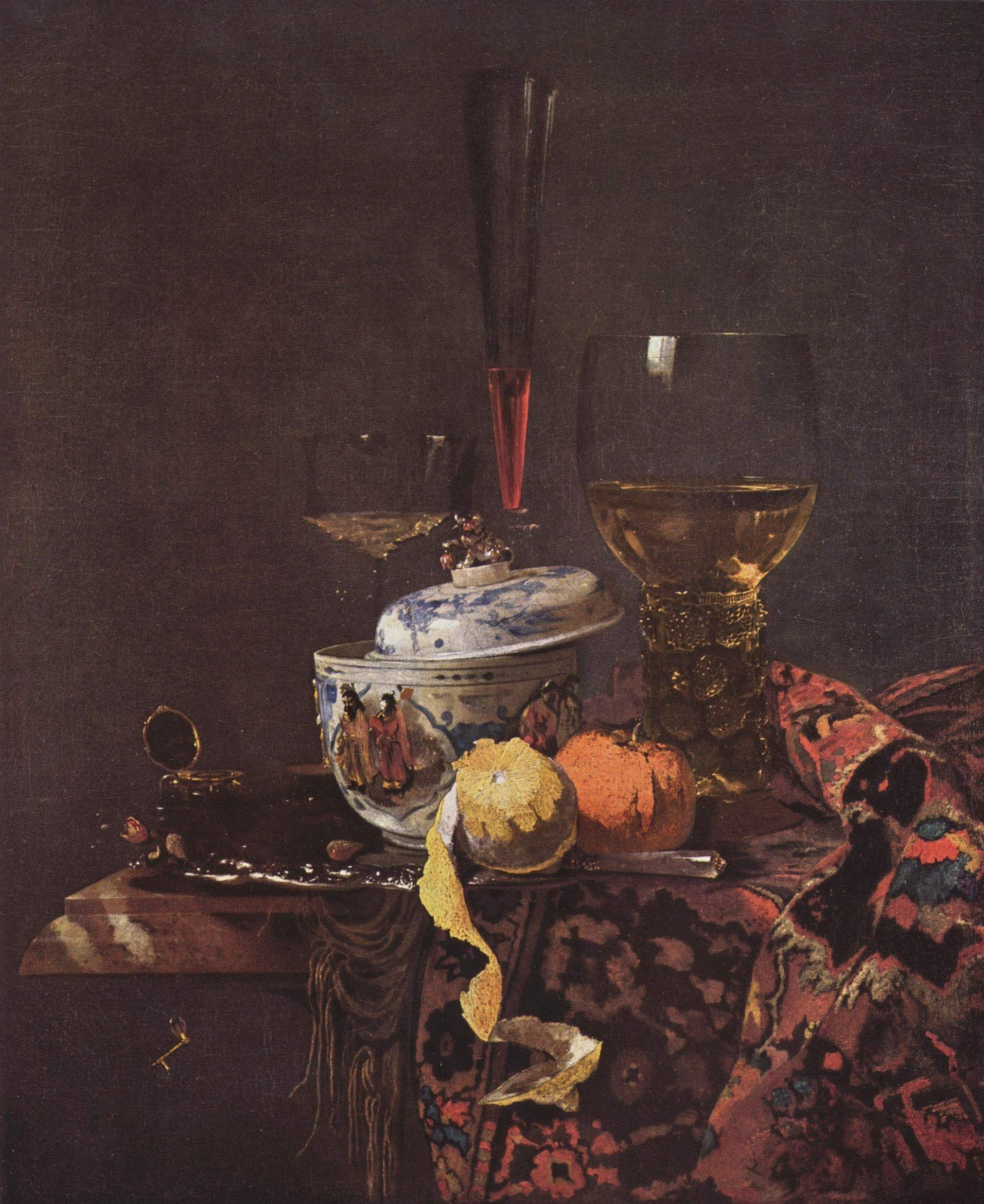
Willem Kalf Martwa natura
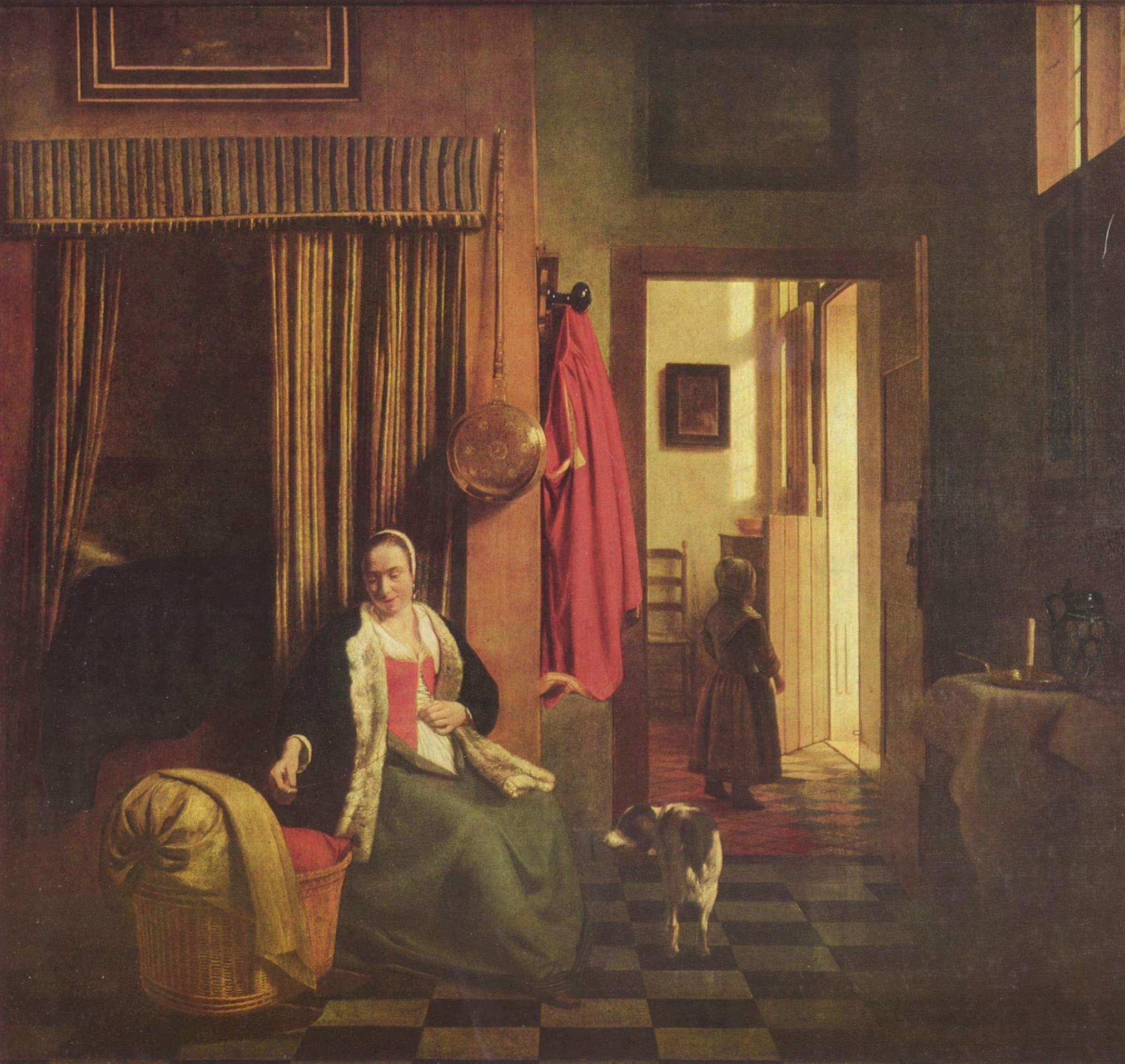
Pieter de Hooch Matka
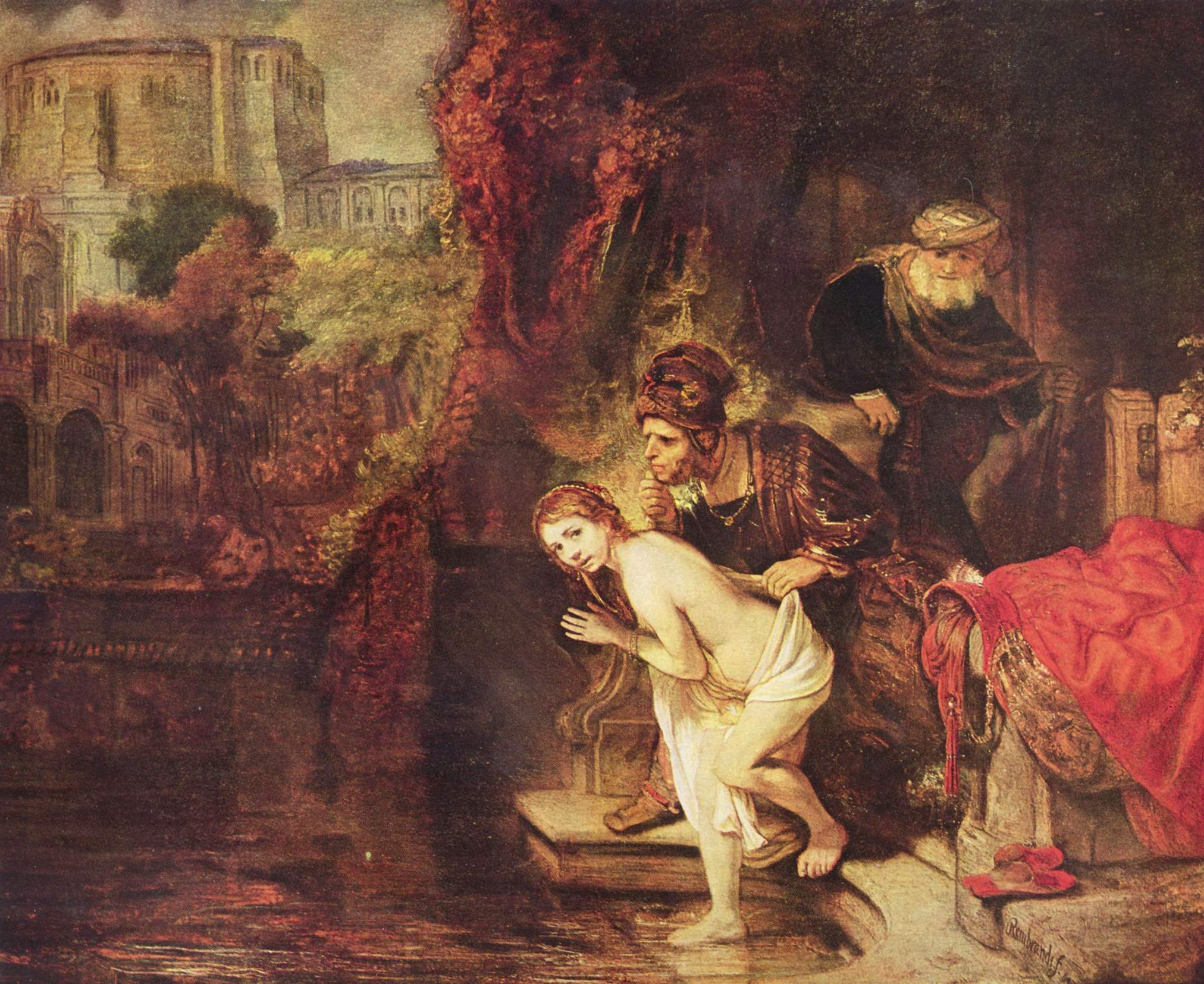
Rembrandt Zuzanna i starcy
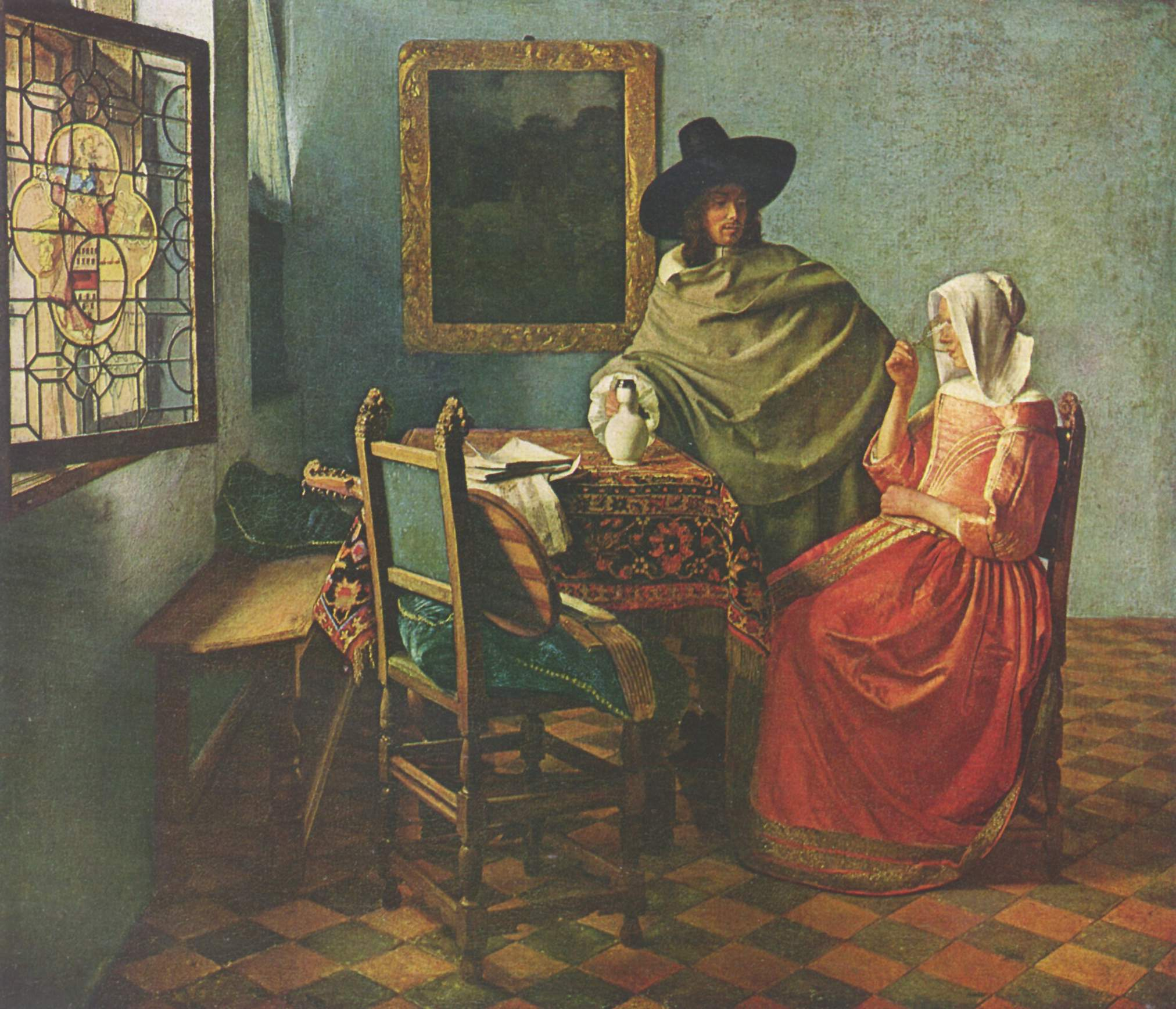
Jan Vermeer Kielich wina

### Malarstwo hiszpańskie i francuskie XV–XVIII w.

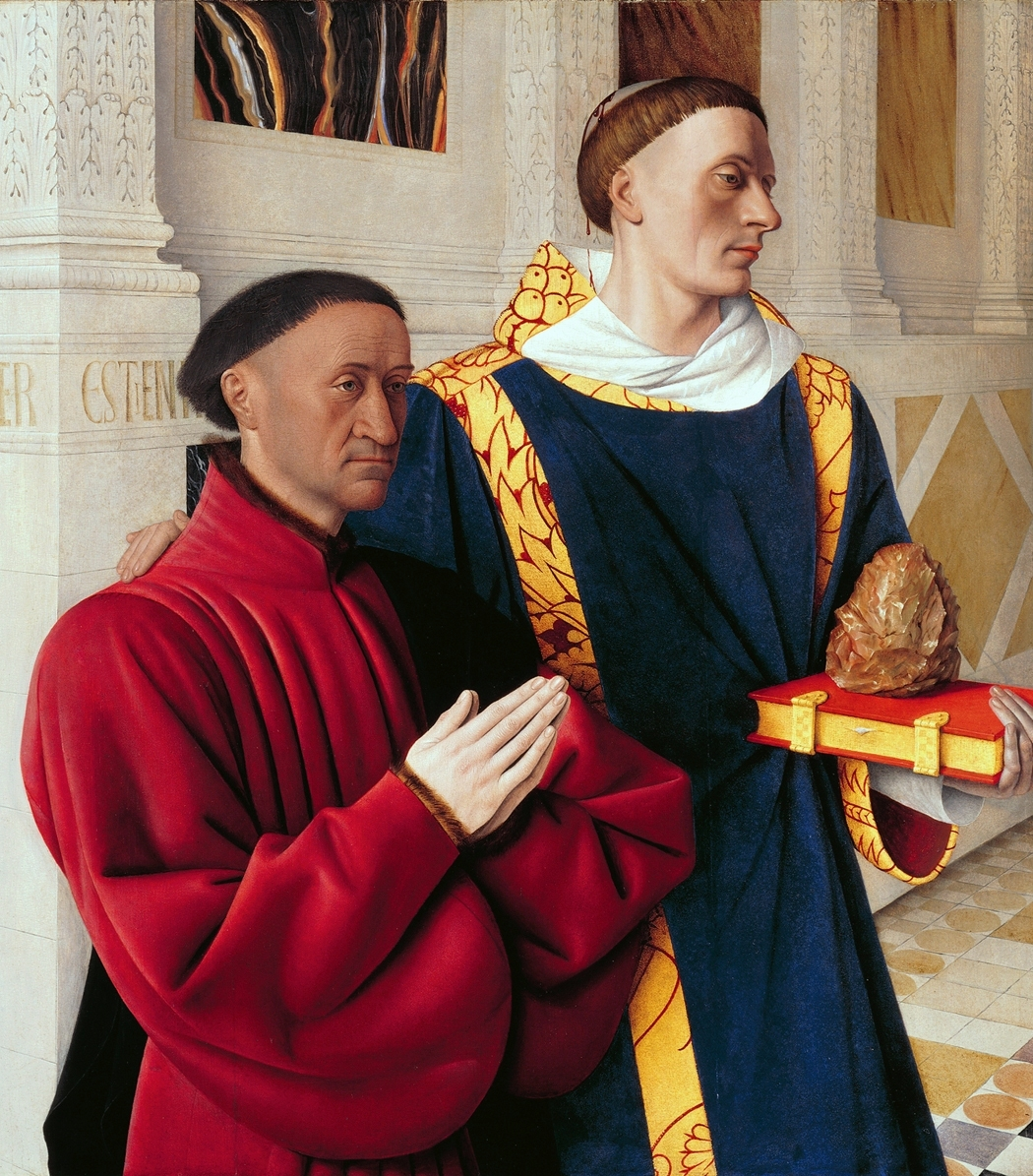
Jean Fouquet Étienne Chevalier i Św. Szczepan
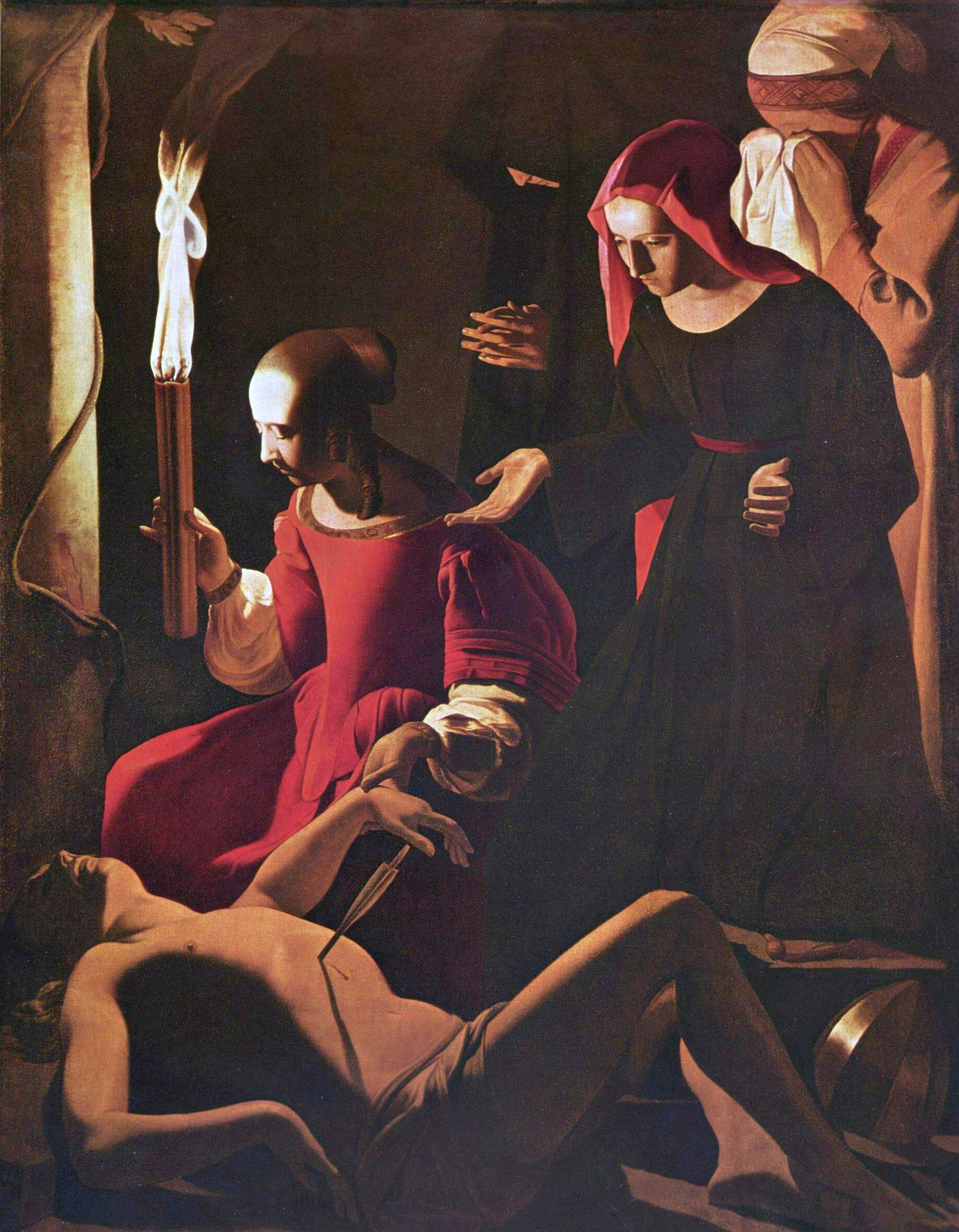
Georges de La Tour Pogrzeb Św. Sebastiana
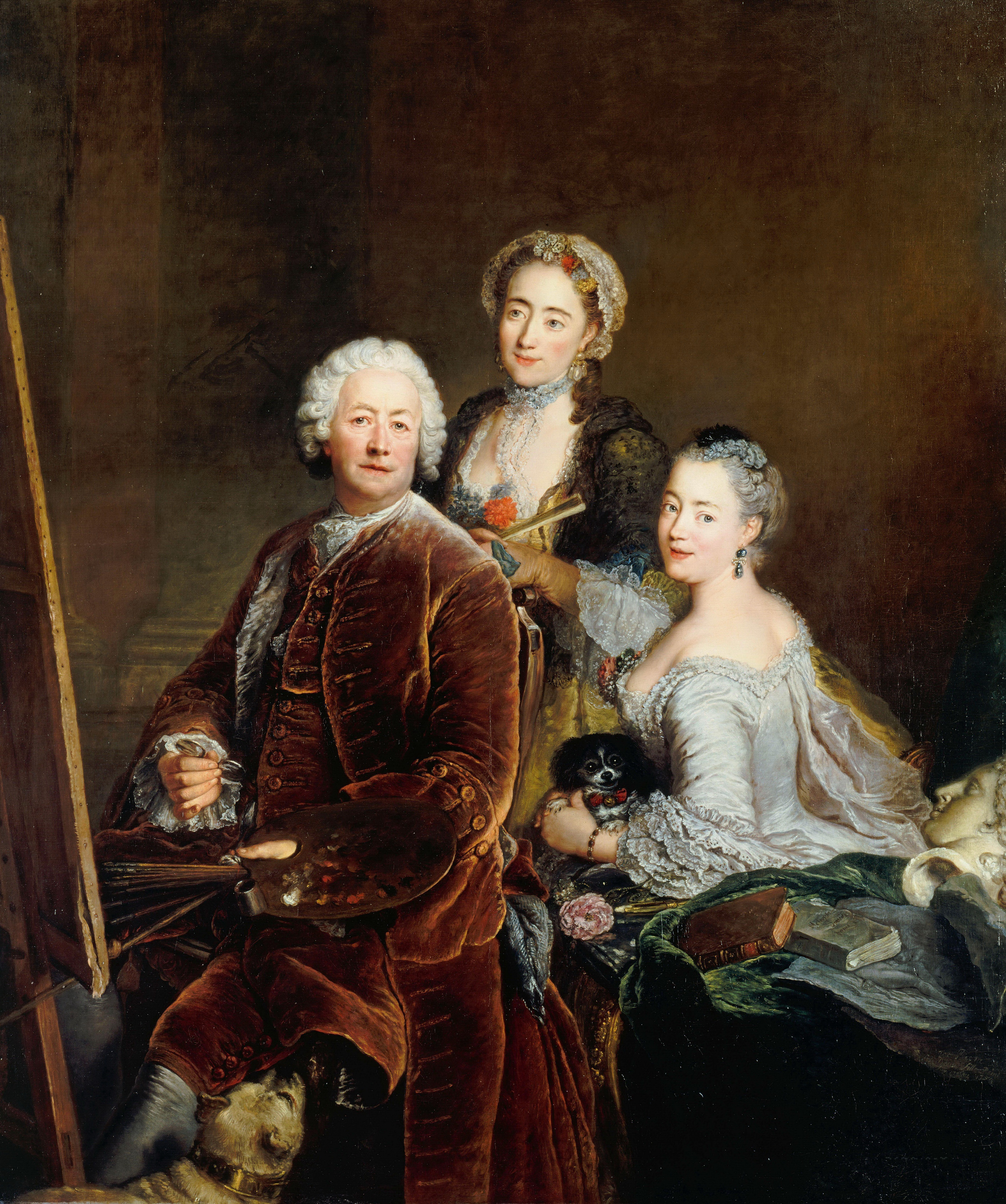
Antoine Pesne Autoportret z córkami
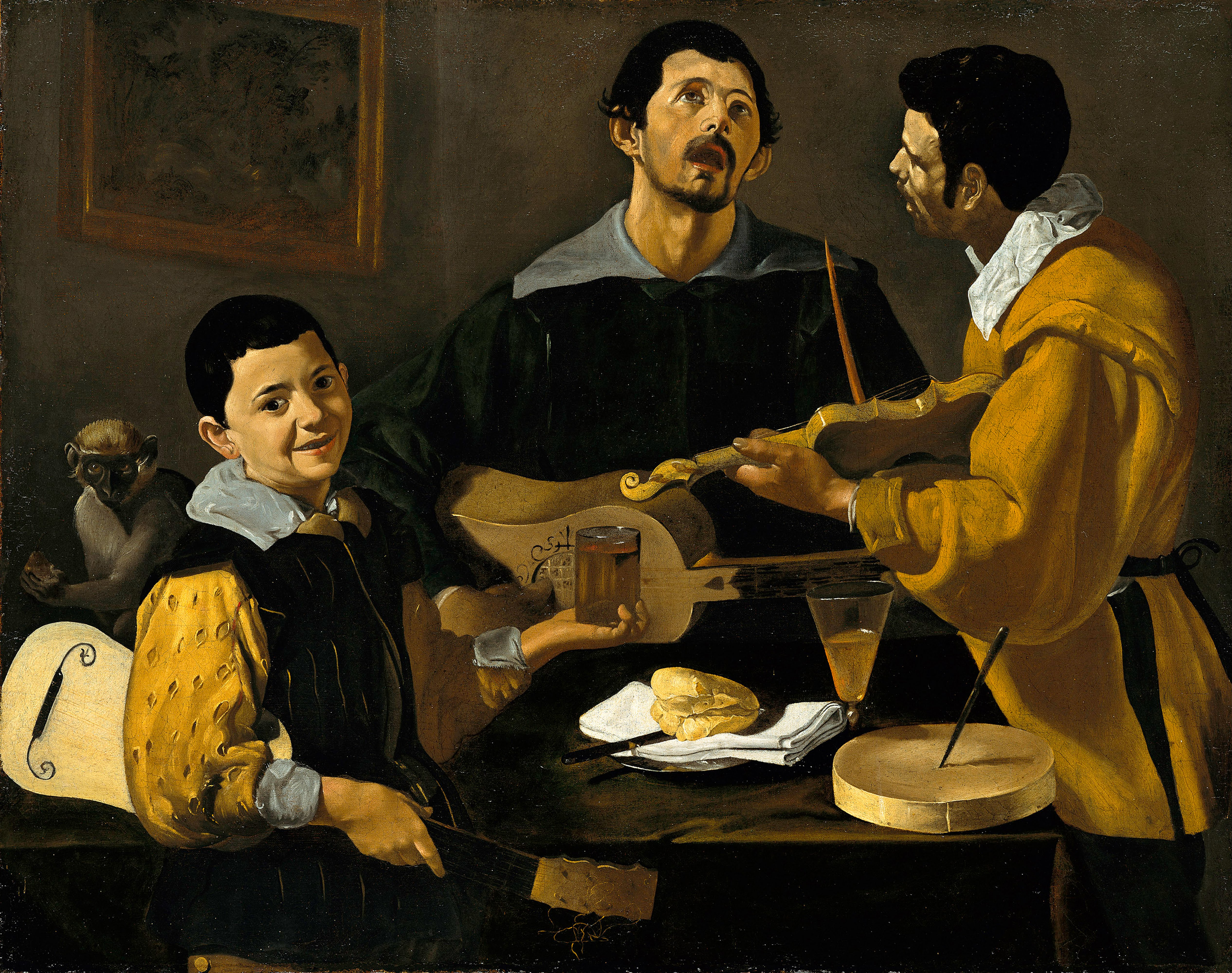
Diego Velázquez Trzej muzykanci